# Список улиц Москвы

В Москве за её многовековую историю появилось огромное количество дорог (улиц, проспектов, набережных, переулков, проездов, шоссе, тупиков, бульваров, аллей, просек, линий, проектируемых и прочих номерных проездов), площадей и искусственных сооружений (мосты, путепроводы, эстакады, тоннели), а также километровые участки автодорог.
Официальный «Общемосковский классификатор улиц Москвы» (ОМК 001—2013), опубликованный на портале открытых данных Правительства Москвы, в версии от 29 июля 2022 года содержит 5376 линейных транспортных объектов.
В этом списке сортировка приведена по изданию «Имена московских улиц. Топонимический словарь»: названия улиц в честь людей отсортированы по первой букве названия улицы и подаются в формате Должность и/или Имя Фамилия, урбаноним, например, Академика Ландау, бульвар или Викторио Кодовильи, площадь. Если улица имеет номер, то он записан после именной части: Название Номер урбаноним, например, Измайловского Зверинца 2-й переулок, Амбулаторный 2-й проезд или Проектируемый 5019-й проезд. Если же число относится непосредственно к названию, то оно записывается словами и упорядочивается на соответствующую букву, например, Тысяча Восемьсот Двенадцатого года, улица, Восьмого Марта, 1-я улица или Двадцати Шести Бакинских Комиссаров, улица.
Улицы Москвы имеют разную протяжённость — от многокилометровых Ленинского проспекта, Варшавского шоссе и шоссе Энтузиастов — до коротких всего в несколько десятков метров — таких как улицы Венецианова и Кожевнический Вражек. Некоторые улицы, такие как Волхонка, Ильинка, Моховая, Охотный Ряд, существуют более 500 лет; вместе с этим ежегодно в Москве получают наименования как вновь построенные дороги, так и те проезды, которые долгое время не имели имён. В последние годы ими стали, к примеру, улица Александра Богомазова, проспект Ветеранов, улица Грачёвка. МКАД, Садовое, Бульварное, Третье кольца и хорды являются не улицами, а городскими магистралями — автодорогами, по которым адресация может проходить как по совпадающим улицам, так и по номеру километра.
Площади также различаются по своему размеру и значению; например, Красная площадь имеет неофициальный статус главной площади не только Москвы, но и всей России. Крупнейшей площадью столицы является Университетская — широкая эспланада от бровки Воробьёвых гор до главного здания МГУ, есть и небольшие площади, являющиеся фактически перекрёстками улиц и не имеющие адресации вроде Варварских Ворот.
Часто некоторые организации называют по названиям улиц или площадей, где они расположены: Главное управление МВД по г. Москве — Петровка, 38; Администрация президента, бывший ЦК КПСС — Старая площадь; ФСБ, ранее КГБ — Лубянка.
| # А Б В Г Д Е Ё Ж З И К Л М Н О П Р С Т У Ф Х Ц Ч Ш Щ Э Ю Я |

## А

### Аб…-Ай…
- Абельмановская улица
- Абельмановская Застава, площадь
- Абрамцевская просека
- Абрамцевская улица
- Абрикосовский переулок
- Авангардная улица
- Авиаконструктора Микояна, улица
- Авиаконструктора Миля, улица
- Авиаконструктора Сухого, улица
- Авиаконструктора Яковлева, улица
- Авиамоторная улица
- Авиамоторный проезд[3]
- Авиаторов, улица
- Авиационная улица
- Авиационный переулок
- Автозаводская площадь
- Автозаводская улица
- Автозаводский 1-й проезд
- Автозаводский 2-й проезд
- Автозаводский 3-й проезд
- Автомобильный проезд
- Автомоторная улица
- Адмирала Лазарева, улица
- Адмирала Макарова, улица
- Адмирала Руднева, улица
- Адмирала Ушакова, бульвар
- Азовская улица
- Айвазовского, улица

### Ак…
- Академика Александрова, улица
- Академика Алиханова, улица
- Академика Анохина, улица
- Академика Арцимовича, улица
- Академика Бакулева, улица
- Академика Бармина, улица[4]
- Академика Басова, площадь
- Академика Бочвара, улица
- Академика Варги, улица
- Академика Векшинского, улица[5]
- Академика Вершиловой, площадь
- Академика Виноградова, улица
- Академика Вишневского, площадь
- Академика Волгина, улица
- Академика Глушко, улица
- Академика Доллежаля, площадь
- Академика Ермольевой, улица
- Академика Зелинского, улица
- Академика Зельдовича, улица[6]
- Академика Ильюшина, улица
- Академика Капицы, улица
- Академика Келдыша, площадь
- Академика Комарова, улица
- Академика Королёва, улица
- Академика Курчатова, площадь
- Академика Курчатова, улица
- Академика Кутафина, площадь
- Академика Ландау, бульвар[7]
- Академика Ласкорина, улица[8]
- Академика Лисицына, улица[9]
- Академика Люльки, площадь
- Академика Миллионщикова, улица
- Академика Несмеянова, улица
- Академика Опарина, улица
- Академика Павлова, улица
- Академика Петрова, площадь
- Академика Петровского, улица
- Академика Пилюгина, улица
- Академика Полякова, улица[10]
- Академика Понтрягина, улица
- Академика Прохорова, площадь
- Академика Самарского, улица[11]
- Академика Сахарова, проспект
- Академика Семенихина, улица
- Академика Семёнова, улица
- Академика Скрябина, улица
- Академика Тамма, площадь
- Академика Туполева, набережная
- Академика Флёрова, улица
- Академика Хохлова, улица
- Академика Христиановича, улица
- Академика Чазова, улица
- Академика Челомея, улица
- Академика Янгеля, улица
- Академический проезд

### Ал…-Ам…
- Алабяна, улица
- Александра Богомазова, улица
- Александра Гомельского, улица
- Александра Лукьянова, улица
- Александра Невского, переулок
- Александра Невского, улица
- Александра Солженицына, улица
- Алексеевский Пост, улица
- Алексея Баталова, улица
- Алексея Дикого, улица
- Алексея Свиридова, улица
- Алексинская улица
- Алёшкинский проезд
- Алма-Атинская улица
- Алтайская улица
- Алтуфьевское шоссе
- Алымов переулок
- Алымова улица
- Алябьева, улица
- Амбулаторный переулок
- Амбулаторный 1-й проезд
- Амбулаторный 2-й проезд
- Амилкара Кабрала, площадь
- Аминьевское шоссе
- Амундсена, улица
- Амурская улица
- Амурский переулок

### Ан…-Ап…
- Анадырский проезд
- Ананьевский переулок
- Анатолия Живова, улица
- Анатолия Папанова, улица
- Ангарская улица
- Ангелов переулок
- Андреево-Забелинская улица
- Андреевская набережная
- Андрея Карлова, улица
- Андрея Миронова, улица
- Андроновское шоссе
- Андроньевская набережная
- Андроньевская площадь
- Андроньевский проезд
- Андропова, проспект
- Анненская улица
- Анненский проезд
- Анны Северьяновой, улица
- Аносова, улица
- Антона Чехова, сквер[6]
- Антонова-Овсеенко, улица
- Анучина, улица
- Апакова, проезд
- Аптекарский переулок

### Ар…-Аэ…
- Арбат, улица
- Арбатецкая улица
- Арбатская площадь
- Арбатские Ворота, площадь
- Арбатский переулок
- Аргентинской Республики, сквер
- Аргуновская улица
- Аристарховский переулок
- Армавирская улица
- Армянский переулок
- Арсюкова, улица[9]
- Артамонова, улица
- Артековская улица
- Артюхиной, улица
- Архангельский переулок
- Архангело-Тюриковский переулок
- Архивный 1-й переулок
- Архитектора Белопольского, улица
- Архитектора Власова, улица
- Архитектора Гинзбурга, улица
- Архитектора Голосова, улица
- Архитектора Клейна, аллея[12]
- Архитектора Леонидова, улица
- Архитектора Мельникова, улица
- Архитектора Рочегова, улица
- Архитектора Шехтеля, аллея[12]
- Архитектора Щусева, улица
- Асеева, улица
- Астрадамская улица
- Астрадамский проезд
- Астраханский переулок
- Атарбекова, улица
- Афанасовское шоссе[9]
- Ащеулов переулок
- Аэродромная улица
- Аэроклубная улица
- Аэропорта, проезд
- Аэропортовская 1-я улица
- Аэрофлотская улица

## Б
См. также таблицу с краткой информацией об улицах на «Б»

### Ба…
- Бабаевская улица
- Бабьегородский 1-й переулок
- Бабьегородский 2-й переулок
- Багратионовский проезд
- Багрицкого, улица
- Баженова, улица
- Бажова, улица
- Базовская улица
- Байдукова, улица
- Байкальская улица
- Байкальский переулок[4]
- Бакинская улица
- Бакунинская улица
- Балакиревский переулок
- Балаклавский проспект
- Балтийская улица
- Балтийский 1-й переулок
- Балтийский 2-й переулок
- Балтийский 3-й переулок
- Балчуг, улица
- Банковский переулок
- Банный переулок
- Банный проезд
- Барабанный переулок
- Барашевский переулок
- Барболина, улица
- Барвихинская улица
- Бардина, улица
- Барклая, улица
- Баррикадная улица
- Бартеневская улица
- Барыковский переулок
- Барышиха, улица
- Басманный 1-й переулок
- Басманный переулок
- Басманный тупик
- Басовская улица
- Батайская улица
- Батайский проезд
- Батюнинская улица
- Батюнинский проезд[4]
- Бауманская улица
- Бауманская 2-я улица
- Бахрушина, улица
- Башиловская улица

### Бе…
- Бебеля 1-я улица
- Бебеля 2-я улица
- Бебеля 3-я улица
- Бегичева, улица
- Беговая аллея
- Беговая улица
- Беговой проезд
- Безымянный проезд
- Белгородский проезд
- Беленовский проезд
- Беловежская улица
- Белогорская 1-я улица
- Белогорская 2-я улица
- Белозерская улица
- Белокаменное шоссе
- Белокаменный 1-й проезд
- Белокаменный 2-й проезд
- Беломорская улица
- Белореченская улица
- Белы Куна, площадь
- Белякова, улица
- Береговая улица
- Береговой проезд
- Бережковская набережная
- Берёзовая аллея (Москва)
- Берёзовой Рощи, проезд
- Берзарина, улица
- Берингов проезд
- Берников переулок
- Берниковская набережная
- Берсеневская набережная
- Бесединское шоссе[4]
- Бескудниковский бульвар
- Бескудниковский переулок
- Бескудниковский проезд
- Бестужевых, улица
- Бехтерева, улица

### Би…
- Бибиревская улица
- Библиотечная улица
- Библиотечный проезд
- Биржевая площадь
- Бирюлёвская улица
- Бирюсинка, улица
- Битцевский проезд[8]

### Бл…
- Благовещенский переулок
- Благуша, улица

### Бо…
- Бобров переулок
- Бобруйская улица
- Богатырская 3-я улица
- Богатырский 2-й переулок
- Богатырский Мост, улица
- Богданова, улица
- Богородский 1-й переулок[13]
- Богородский 2-й переулок
- Богородский 3-й переулок
- Богородский 4-й переулок
- Улица Богородский Вал
- Богородское шоссе
- Богословский переулок
- Богоявленский переулок
- Богучарская улица
- Богучарский 1-й переулок
- Богучарский 2-й переулок
- Боевская 1-я улица
- Боевская 2-я улица
- Боенский проезд
- Боженко, улица
- Бойцовая улица
- Бойчука, улица[14]
- Болотная набережная
- Болотная площадь
- Болотная улица
- Болотниковская улица
- Больничный переулок
- Большая улица
- Большая Академическая улица
- Большая Андроньевская улица
- Большая Бронная улица
- Большая Бутовская улица
- Большая Грузинская улица
- Большая Декабрьская улица
- Большая Дмитровка, улица
- Большая Дорогомиловская улица
- Большая Екатерининская улица
- Большая Калитниковская улица
- Большая Косинская улица
- Большая Лубянка улица
- Большая Марфинская улица
- Большая Марьинская улица
- Большая Молчановка, улица
- Большая Набережная улица
- Большая Никитская улица
- Большая Новодмитровская улица
- Большая Оленья улица
- Большая Ордынка, улица
- Большая Остроумовская улица
- Большая Очаковская улица
- Большая Переяславская улица
- Большая Пионерская улица
- Большая Пироговская улица
- Большая Полянка, улица
- Большая Почтовая улица
- Большая Садовая улица
- Большая Семёновская улица
- Большая Серпуховская улица
- Большая Спасская улица
- Большая Сухаревская площадь
- Большая Татарская улица
- Большая Тихоновская улица
- Большая Тульская улица
- Большая Филёвская улица
- Большая Черёмушкинская улица
- Большая Черкизовская улица
- Большая Ширяевская улица
- Большая Юшуньская улица
- Большая Якиманка, улица
- Большие Каменщики, улица
- Большого Круга, аллея
- Большой Афанасьевский переулок
- Большой Балканский переулок
- Большой Ватин переулок
- Большой Власьевский переулок
- Большой Волоколамский проезд
- Большой Гнездниковский переулок
- Большой Головин переулок
- Большой Девятинский переулок
- Большой Демидовский переулок
- Большой Дровяной переулок
- Большой Златоустинский переулок
- Большой Знаменский переулок
- Большой Казённый переулок
- Большой Калитниковский проезд
- Большой Каретный переулок
- Большой Кисельный переулок
- Большой Кисловский переулок
- Большой Козихинский переулок
- Большой Козловский переулок
- Большой Кондратьевский переулок
- Большой Конюшковский переулок
- Большой Коптевский проезд
- Большой Краснопрудный тупик
- Большой Купавенский проезд
- Большой Лёвшинский переулок
- Большой Матросский переулок
- Большой Могильцевский переулок
- Большой Николоворобинский переулок
- Большой Николопесковский переулок
- Большой Овчинниковский переулок
- Большой Ордынский переулок
- Большой Палашёвский переулок
- Большой Патриарший переулок
- Большой Полуярославский переулок
- Большой Предтеченский переулок
- Большой Путинковский переулок
- Большой Ржевский переулок
- Большой Рогожский переулок
- Большой Саввинский переулок
- Большой Сергиевский переулок
- Большой Симоновский переулок
- Большой Спасоглинищевский переулок
- Большой Староданиловский переулок
- Большой Строченовский переулок
- Большой Сухаревский переулок
- Большой Татарский переулок
- Большой Тишинский переулок
- Большой Толмачёвский переулок
- Большой Трёхгорный переулок
- Большой Трёхсвятительский переулок
- Большой Факельный переулок
- Большой Харитоньевский переулок
- Большой Черкасский переулок
- Большой Чудов переулок
- Бориса Галушкина, улица
- Бориса Жигулёнкова, улица
- Борисовская улица
- Борисовские Пруды, улица
- Борисовский проезд
- Борисоглебский переулок
- Боровая улица
- Боровицкая площадь
- Боровицкая улица
- Боровский проезд
- Боровское шоссе
- Бородинская 1-я улица
- Бородинская 2-я улица
- Борьбы, площадь
- Ботаническая улица
- Ботанический переулок
- Ботанический 1-й проезд
- Ботанический 2-й проезд
- Боткинский 1-й проезд
- Боткинский 2-й проезд
- Бочкова, улица
- Боярский переулок

### Бр…
- Братеевская улица
- Братеевский проезд
- Братиславская улица
- Братская улица
- Братцевская улица
- Братьев Весниных, бульвар
- Братьев Рябушинских, улица
- Братьев Фонченко, улица
- Брестская 1-я улица
- Брестская 2-я улица
- Бригадирский переулок
- Бродников переулок
- Бронницкая улица
- Бронницкий переулок
- Брошевский переулок
- Брусилова, улица
- Брюллова, улица
- Брюсов переулок
- Брянская улица
- Брянский 1-й переулок[15]
- Брянский 2-й переулок
- Брянский Пост, улица

### Бу…
- Будайская улица
- Будайский проезд
- Будённого, проспект
- Буженинова улица
- Булатниковская улица
- Булатниковский проезд
- Булгакова, сквер[10]
- Бумажная просека
- Бумажный проезд
- Бунина, сквер[11]
- Бунинская аллея[16]
- Буракова, улица
- Бурденко, улица
- Бурцевская улица
- Бусиновская Горка, улица
- Бусиновский проезд[17]
- Бутиковский переулок
- Бутлерова, улица
- Бутовская улица
- Бутырская улица
- Бутырский Вал, улица
- Бухвостова 1-я улица
- Бухвостова 2-я улица
- Бухвостова 3-я улица

## В

### Ва…
- Вавилова, улица
- Вагоноремонтная улица
- Вадковский переулок
- Валаамская улица[18]
- Валдайский проезд
- Валентины Леонтьевой, улица
- Валовая улица
- Варваринская улица
- Варварка, улица
- Варварские Ворота, площадь
- Варвары Степановой, улица
- Варсонофьевский переулок
- Варшавский 1-й проезд
- Варшавский 2-й проезд
- Варшавское шоссе
- Василисы Кожиной, улица
- Василия Ланового, улица
- Василия Петушкова, улица
- Васильевская улица
- Васильевский Спуск, площадь
- Васильцовский переулок
- Васильцовский Стан, улица
- Васнецова, переулок
- Ватутина, улица

### Вв…
- Введенского, улица

### Ве…
- Ведерников переулок
- Веерная улица
- Вековая улица
- Велозаводская улица
- Вельяминовская улица
- Венёвская улица
- Венецианова, улица
- Вербилковский проезд[17]
- Вербная улица
- Верейская улица
- Вересаева, улица
- Вересковая улица
- Верещагина, улица
- Верземнека, улица
- Вернадского, проспект
- Вернисажная улица[19]
- Вертолётчиков, улица
- Верхнелихоборская улица
- Верхние Поля, улица
- Верхний Журавлёв переулок
- Верхний Золоторожский переулок
- Верхний Михайловский 1-й проезд
- Верхний Михайловский 2-й проезд
- Верхний Михайловский 3-й проезд
- Верхний Михайловский 4-й проезд
- Верхний Михайловский 5-й проезд
- Верхний Михайловский Поперечный проезд
- Верхний Новоспасский проезд
- Верхний Предтеченский переулок
- Верхний Сусальный переулок
- Верхняя аллея
- Верхняя Красносельская улица
- Верхняя Масловка, улица
- Верхняя Первомайская улица
- Верхняя Радищевская улица
- Верхняя Сыромятническая улица
- Верхняя улица
- Верхняя Хохловка, улица
- Верхоянская улица
- Веры Волошиной, улица
- Весёлая улица
- Весенняя улица
- Весковский переулок
- Весковский тупик
- Ветеранов, проспект[12]
- Ветеранов, сквер[10]
- Ветеринарный проезд
- Веткин проезд
- Веткина улица
- Ветлужская улица
- Ветошный переулок
- Вешних Вод, улица
- Вешняковская площадь
- Вешняковская улица
- Вешняковский 1-й проезд
- Вешняковский 4-й проезд

### Вз…
- Взлётная улица

### Ви…
- Викторенко, улица
- Викторио Кодовильи, площадь
- Вилиса Лациса, улица
- Вильгельма Пика, улица
- Вильнюсская улица
- Вилюйская улица
- Виндавская улица
- Винницкая улица
- Винокурова, улица
- Виражная улица
- Витебская улица
- Витте, аллея
- Вишнёвая улица (район Покровское-Стрешнёво)
- Вишнёвый проезд[19]
- Вишняковский переулок

### Вл…
- Владимирская 1-я улица
- Владимирская 2-я улица
- Владимирская 3-я улица

### Вн…
- Внутренний проезд

### Во…
- Водников, улица
- Водопроводный переулок
- Водопьянова, улица
- Воейкова, улица
- Воздвиженка, улица
- Воздушная улица
- Вознесенский переулок
- Вознесенский проезд
- Воинов-Победителей, сквер[18]
- Войкова, улица
- Войковский 1-й проезд
- Войковский 2-й проезд
- Войковский 3-й проезд
- Войковский 4-й проезд
- Войковский 5-й проезд
- Вокзальная площадь (район Южное Бутово)
- Вокзальная улица[15]
- Вокзальный переулок
- Волгоградский проспект
- Волжский бульвар
- Волжский бульвар, 95й квартал[20]
- Волжский бульвар, 113А квартал[20]
- Волжский бульвар, 114А квартал[20]
- Волков переулок
- Волконский 1-й переулок
- Волконский 2-й переулок
- Воловья улица
- Вологодский проезд
- Волоколамский проезд
- Волоколамский 1-й проезд
- Волоколамский 3-й проезд
- Волоколамское шоссе
- Волоцкой переулок
- Волочаевская улица
- Волховский переулок
- Волхонка, улица
- Волынская улица
- Вольная улица
- Вольный переулок
- Вольный 2-й переулок
- Вольская 1-я улица
- Вольская 2-я улица
- Воробьёвская набережная
- Воробьёвское шоссе
- Воровского, площадь
- Воровского, проезд (район Косино-Ухтомский)
- Воронежская улица
- Воронцово Поле, улица
- Воронцовская улица
- Воронцовские Пруды, улица
- Воронцовский переулок
- Воронцовский Парк[21]
- Воротниковский переулок
- Воротынская улица
- Ворошиловский Парк[22]
- Воскресенская улица
- Воскресенские Ворота, проезд
- Восточная улица
- Восточный 3-й переулок
- Вострухина, улица
- Востряковский проезд
- Востряковское шоссе
- Восьмисотлетия Москвы, переулок
- Восьмисотлетия Москвы, улица
- Восьмого Марта, 1-я улица
- Восьмого Марта, 4-я улица
- Восьмого Марта, улица (район Аэропорт)
- Восьмого Марта, улица (район Косино-Ухтомский)[23]
- Восьмого Марта, улица (район Южное Бутово)
- Восьмой проспект Новогиреева

### Вр…
- Вражский 1-й переулок
- Вражский 2-й переулок
- Врачебный проезд
- Врубеля, улица

### Вс…
- Всеволода Вишневского, улица
- Всеволожский переулок
- Всехсвятский проезд
- Вспольный переулок

### Вт…
- Второй проспект Новогиреева

### Ву…
- Вучетича, улица

### Вы…
- Выборгская улица
- Выползов переулок
- Высокая улица
- Высоковольтный проезд
- Высотный проезд
- Высоцкого, улица[11]
- Выставочный переулок
- Вышеславцев 1-й переулок
- Вышеславцев 2-й переулок

### Вя…
- Вяземская улица
- Вязовский 1-й проезд
- Вязовский 2-й проезд
- Вятская улица
- Вятский 4-й переулок

## Г

### Га…
- Габричевского, улица
- Гаврикова улица
- Гагарина, площадь
- Гагарина, улица
- Гагаринский переулок
- Газгольдерная улица
- Газетный переулок
- Газовский переулок
- Газопровод, улица
- Гайдая, улица[24]
- Галины Вишневской, улица[19]
- Гамалеи, улица
- Гамсоновский переулок
- Ганецкого, площадь
- Ганнушкина, набережная
- Гаражная улица
- Гарднеровский переулок
- Гарибальди, улица
- Гарсиа Лорки, улица
- Гастелло, улица
- Гатчинская улица
- Гауди, улица
- Гашека, улица

### Гв…
- Гвардейская улица
- Гвоздева, улица

### Ге…
- Генерала Антонова, улица
- Генерала Артемьева, улица
- Генерала Белобородова, улица
- Генерала Белова, улица
- Генерала Глаголева, улица
- Генерала Дорохова, улица
- Генерала Ермолова, улица
- Генерала Жадова, площадь
- Генерала Ивашутина, улица
- Генерала Карбышева, бульвар
- Генерала Колесника, улица
- Генерала Кузнецова, улица
- Генерала Рычагова, улица
- Генерала Сандалова, улица
- Генерала Тюленева, улица
- Генерала Яковлева, улица
- Георгиевский переулок
- Герасима Курина, улица
- Германа Титова, набережная
- Героев Панфиловцев, улица

### Гж…
- Гжатская улица
- Гжельский переулок

### Ги…
- Гиляровского, улица

### Гл…
- Главмосстроя, проезд
- Главмосстроя, улица
- Главная аллея
- Глазовский переулок
- Глебовская улица
- Глебовский переулок
- Глинистый переулок
- Глинищевский переулок
- Глубокий переулок
- Глухарёв переулок

### Го…
- Говорова, улица
- Говорухина, набережная
- Гоголевский бульвар
- Годовикова, улица
- Голиковский переулок
- Головановский переулок
- Головачёва, улица
- Головинская набережная
- Головинское шоссе
- Голубинская улица
- Голутвинский 1-й переулок
- Голутвинский 3-й переулок
- Голутвинский 4-й переулок
- Гольяновская улица
- Гольяновский проезд
- Гончарная набережная
- Гончарная улица
- Гончарный 1-й переулок
- Гончарный 2-й переулок
- Гончарный проезд
- Гончарова, улица
- Гончаровский 1-й переулок
- Гончаровский 2-й переулок
- Горбунова, улица
- Горлов тупик
- Горловская 1-я улица (район Южное Бутово)
- Горловская 2-я улица (район Южное Бутово)
- Горловский проезд (район Южное Бутово)
- Городецкая улица
- Городская улица
- Городянка, улица
- Гороховский переулок
- Горчакова, улица
- Госпитальная набережная
- Госпитальная площадь
- Госпитальная улица
- Госпитальный переулок
- Госпитальный Вал, улица
- Гостиничная улица
- Гостиничный проезд

### Гр…
- Гражданская 1-я улица
- Гражданская 2-я улица
- Гражданская 3-я улица
- Гражданская 4-я улица
- Грайвороново, квартал 90А[20]
- Грайвороновская улица
- Грайвороновский 1-й проезд
- Грайвороновский 2-й проезд
- Гранатный переулок
- Графитный проезд
- Графский переулок
- Грачёвка, улица
- Грекова, улица
- Гризодубовой, улица
- Гримау, улица
- Грина, улица
- Гришина, улица
- Гродненская улица
- Громова, улица
- Грохольский переулок
- Грузинская площадь
- Грузинский переулок
- Грузинский Вал, улица

### Гу…
- Губкина, улица
- Гужона, сквер
- Гурьевский проезд
- Гурьянова, улица
- Гусятников переулок

## Д

### Да…
- Давыдковская улица
- Давыдовский переулок
- Даев переулок
- Дальний переулок
- Даниловская набережная
- Даниловская площадь
- Даниловский переулок
- Даниловский Вал, улица
- Дачная улица (район Южное Бутово)
- Дачно-Мещерский 1-й проезд
- Дачно-Мещерский 2-й проезд
- Дачно-Мещерский 3-й проезд
- Дачно-Мещерский 4-й проезд
- Дачно-Мещерский 5-й проезд
- Дачно-Мещерский 6-й проезд
- Дашков переулок

### Дв…
- Двадцати Шести Бакинских Комиссаров, улица
- Двинцев, улица
- Дворникова улица
- Дворцовая аллея
- Дворцовая улица
- Дворцовый проезд

### Де…
- Девичьего Поля, проезд
- Девятая Рота, улица
- Девяткин переулок
- Девятый проспект Новогиреева
- Дегтярный переулок
- Дегунинская улица
- Дегунинский проезд
- Дежнёва проезд
- Декабристов, улица
- Делегатская улица
- Деловая улица
- Демьяна Бедного, улица
- Денежный переулок
- Дениса Давыдова, улица
- Денисовский переулок
- Деповская улица
- Дербеневская набережная
- Дербеневская улица
- Дербеневский 1-й переулок
- Дербеневский 2-й переулок
- Дербеневский 3-й переулок
- Десятилетия Октября, улица
- Детская улица

### Дж…
- Джавахарлала Неру, площадь
- Джамгаровская улица[19]
- Джазовая улица
- Джанкойская улица
- Джанкойский проезд

### Ди…
- Динамовская улица
- Динамовский 2-й переулок

### Дм…
- Дмитриевского, улица
- Дмитрия Донского, бульвар
- Дмитрия Михайлика, сквер
- Дмитрия Ульянова, улица
- Дмитровский переулок
- Дмитровский проезд
- Дмитровское шоссе

### Дн…
- Днепропетровская улица
- Днепропетровский проезд

### До…
- Добровольческая улица
- Добровольческий переулок
- Добролюбова переулок
- Добролюбова проезд
- Добролюбова, улица
- Доброслободская улица
- Добрынинский 1-й переулок
- Добрынинский 2-й переулок
- Добрынинский 3-й переулок
- Добрынинский 4-й переулок
- Доватора, улица
- Довженко, улица
- Доктора Гааза, улица
- Докукина, улица
- Докучаев переулок
- Долгова, улица
- Долгопрудная аллея
- Долгопрудная улица
- Долгопрудненское шоссе[9]
- Долгоруковская улица
- Дольская улица
- Домодедовская улица
- Домостроительная улица
- Донбасская улица
- Донелайтиса, проезд
- Донецкая улица
- Донская площадь
- Донская улица
- Донской 1-й проезд
- Донской 2-й проезд
- Донской 3-й проезд
- Донской 4-й проезд
- Донской 5-й проезд
- Дорога Жизни, аллея
- Дорогобужская улица
- Дорогобужский 2-й переулок
- Дорогомиловская Застава, площадь
- Доронина, улица[5]
- Дорожная улица
- Дорожный 1-й проезд (Кокошкино)
- Дорожный 1-й проезд (Чертаново-Центральное)
- Дорожный 2-й проезд (Кокошкино)
- Дорожный 3-й проезд (Кокошкино)
- Дорожный 3-й проезд (Чертаново-Центральное)
- Дорожный 4-й проезд (Кокошкино)
- Достоевского, переулок
- Достоевского, улица
- Досфлота, проезд
- Дохтуровский переулок

### Др…
- Дроболитейный переулок
- Дружбы, улица (район Раменки)
- Дружинниковская улица

### Ду…
- Дубининская улица
- Дубки, улица
- Дубнинская улица
- Дубнинский проезд
- Дубовая Роща, улица
- Дубовой Рощи, проезд
- Дубосековская улица
- Дубравная улица
- Дубровская 1-я улица
- Дубровская 2-я улица
- Дубровский проезд
- Дубровский 1-й проезд
- Дуговая улица
- Дудинка, улица
- Дунаевского, улица
- Дурасовский переулок
- Дурова, улица
- Духовской переулок
- Душинская улица

### Ды…
- Дыбенко, улица

### Дь…
- Дьяково Городище, 1-я улица
- Дьяково Городище, 2-я улица

## Е
- Евразии, площадь
- Евстигнеева, улица
- Евтихиева Академика
- Евфросинии Московской, сквер[25]
- Егерская улица
- Егора Абакумова, улица
- Егорьевская улица
- Егорьевский проезд
- Еготьевский тупик
- Ездаков переулок
- Ейская улица
- Екатериновка, улица
- Екатерины Будановой, улица
- Елагинский проспект
- Еланского, улица
- Елены Колесовой, улица
- Елецкая улица
- Елизаветинский переулок
- Елисеевский переулок
- Елоховская площадь
- Елоховский проезд
- Ельнинская улица
- Енисейская улица
- Ерастова гвардии полковника, сквер[26]
- Ереванская улица
- Ермакова Роща, улица
- Ермолаевский переулок
- Еропкинский переулок
- Есенинский бульвар
- Ефремова, улица

## Ж

### Же…
- Жебрунова, улица
- Железногорская 1-я улица
- Железногорская 2-я улица
- Железногорская 3-я улица
- Железногорская 4-я улица
- Железногорская 5-я улица
- Железногорская 6-я улица
- Железногорский проезд
- Железнодорожная улица (ЗелАО, Старое Крюково)
- Железнодорожная улица (Толстопальцево)
- Железнодорожный 1-й переулок (Москва)
- Железнодорожный 2-й переулок (Москва)
- Железнодорожный 3-й переулок (Москва)
- Железнодорожный 5-й переулок (Москва)
- Железнодорожный 6-й переулок (Москва)
- Железнодорожный 7-й переулок (Москва)
- Железнодорожный 8-й переулок (Москва)
- Железнодорожный 9-й переулок (Москва)
- Железнодорожный 10-й переулок (Москва)[27]
- Железнодорожный проезд
- Жемчуговой, аллея

### Жи…
- Живарев переулок
- Живописная улица
- Жигулёвская улица
- Жидков переулок
- Жириновского, улица
- Житная улица
- Житомирская улица

### Жу …
- Жужа, улица
- Жуков проезд
- Жуковского, улица
- Жулебинская улица
- Жулебинский бульвар
- Жулебинский проезд
- Журавлёва, площадь

## З

### За…
- Забелина, улица
- Заболотье, улица[9]
- Заваруевский переулок
- Завода «Серп и Молот», проезд
- Заводской проезд
- Загородное шоссе
- Загородный 4-й проезд
- Загородный 5-й проезд
- Загородный 6-й проезд
- Загорского, проезд
- Загорье, посёлок[28]
- Загорьевская улица
- Загорьевский проезд
- Задонский проезд
- Заморёнова, улица
- Заозёрная улица (район Косино-Ухтомский)
- Заповедная улица
- Запорожская улица
- Зарайская улица
- Заревый проезд
- Заречная улица (Москва) (район Филёвский Парк)
- Заречье, улица
- Зарянова, улица[10]
- Заставный переулок
- Затонная улица
- Захарьинская улица
- Захарьинские Дворики, улица
- Зацепа, улица
- Зацепская площадь
- Зацепский тупик
- Зацепский Вал, улица
- Зачатьевский 1-й переулок
- Зачатьевский 2-й переулок
- Зачатьевский 3-й переулок
- Защитников Москвы, проспект
- Защитников Неба, площадь

### Зб…
- Зборовский 1-й переулок

### Зв…
- Звёздный бульвар
- Звёзд Эстрады, площадь
- Звенигородская улица
- Звенигородская 2-я улица
- Звенигородский переулок
- Звенигородский 2-й переулок
- Звенигородский 4-й переулок
- Звенигородское шоссе
- Зверинецкая улица
- Звонарский переулок

### Зд…
- Зденека Неедлы, площадь

### Зе…
- Зеленоград, мкрн. 1 — 12, 14-16, 18-19, 5А[20]
- Зеленоградская улица
- Зеленодольская улица
- Зеленодольский проезд
- Зелёный проспект
- Зелёный тупик[23]
- Зельев переулок
- Земельный 1-й переулок
- Земледельческий переулок
- Земляной Вал, площадь
- Земляной Вал, улица
- Землянский переулок
- Зенитчиков, улица

### Зи…
- Зиловский бульвар

### Зл…
- Златоустовская улица

### Зн…
- Знаменка, улица
- Знаменская улица
- Знаменские Садки, улица

### Зо…
- Зои Воскресенской, улица
- Зои и Александра Космодемьянских, улица
- Золотая улица
- Золоторожская набережная
- Золоторожская улица
- Золоторожский проезд
- Золоторожский Вал, улица
- Зональная улица
- Зоологическая улица
- Зоологический переулок
- Зорге, улица

### Зу…
- Зубарев переулок
- Зубовская площадь
- Зубовская улица
- Зубовский бульвар
- Зубовский проезд

### Зю…
- Зюзинская улица

## И

### Иб…-Из…
- Ибрагимова, улица
- Ивана Бабушкина, улица
- Ивана Паристого, проезд
- Ивана Сусанина, улица
- Ивана Франко, улица
- Ивановская площадь
- Ивановская улица
- Ивановский проезд
- Ивантеевская улица
- Иваньковское шоссе
- Иверский переулок
- Ивовая улица
- Игарский проезд
- Игоря Численко, улица
- Игральная улица
- Иерусалимская улица
- Иерусалимский проезд
- Ижорская улица
- Ижорский проезд
- Известковый переулок
- Извилистый проезд
- Измайловская площадь
- Измайловская улица
- Измайловская Пасека, посёлок[29]
- Измайловский бульвар
- Измайловский проезд
- Измайловский проспект
- Измайловский Вал, улица
- Измайловского Зверинца 1-й переулок
- Измайловского Зверинца 2-й переулок
- Измайловского Зверинца 1-я улица
- Измайловского Зверинца 2-я улица
- Измайловское шоссе
- Изумрудная улица
- Изумрудный проезд
- Изюмская улица

### Ик…-Ис…
- Икшинская улица
- Илимская улица
- Иловайская улица
- Ильи Чашника, улица
- Ильинка, улица
- Ильинские Ворота, площадь
- Ильинский, посёлок[30]
- Ильинское шоссе
- Ильменский проезд
- имени Баумана, городок[31]
- Индиры Ганди, площадь
- Индустриальный переулок
- Инессы Арманд, улица
- Инженерная улица
- Инициативная улица (Москва) (район Фили-Давыдково)
- Инициативная улица (Москва) (район Некрасовка)[23]
- Институтская 1-я улица
- Институтская 2-я улица
- Институтская 3-я улица
- Институтский переулок
- Институтский 1-й проезд
- Институтский 2-й проезд
- Ионинская улица
- Иосипа Броз Тито, площадь
- Ипатьевский переулок
- Ирининский 1-й переулок
- Ирининский 2-й переулок
- Ирининский 3-й переулок
- Ирины Левченко, улица
- Иркутская улица
- Иртышский 1-й проезд
- Иртышский 2-й проезд
- Исаковского, улица
- Искры, улица
- Ислама Каримова, сквер[5]
- Истринская улица

## К

### Ка…
- Кабельная 1-я улица
- Кабельная 2-я улица
- Кабельная 3-я улица
- Кабельная 4-я улица
- Кабельная 5-я улица
- Кабельный 1-й проезд
- Кабельный 2-й проезд
- Кавказский бульвар
- Кадашёвская набережная
- Кадашёвский тупик
- Кадашёвский 1-й переулок
- Кадашёвский 2-й переулок
- Кадашёвский 3-й переулок
- Кадомцева проезд
- Кадырова, улица
- Казакова, улица
- Казанский переулок
- Казанский 1-й просек
- Казанский 2-й просек
- Казарменный переулок
- Казачий 1-й переулок
- Казачий 2-й переулок
- Казеевский переулок
- Каланчёвская улица
- Каланчёвский тупик
- Калашный переулок
- Калибровская улица
- Калмыков переулок
- Калошин переулок
- Калужская площадь
- Каманина, улица
- Каменная Слобода, переулок
- Каменнослободский переулок
- Камергерский переулок
- Камова, улица
- Камчатская улица
- Канатчиковский проезд
- Улица Кандинского
- Кантемировская улица
- Капельский переулок
- Капотнинский 1-й проезд
- Капотнинский 2-й проезд[3]
- Капотня, улица[3]
- Капотня, 1-й квартал[20]
- Капотня, 2-й квартал[20]
- Капотня, 3-й квартал[20]
- Капотня, 4-й квартал[20]
- Капотня, 5-й квартал[20]
- Капранова переулок
- Карамзина проезд
- Карамышевская набережная
- Карамышевский проезд
- Карачаровская улица
- Карачаровская 1-я улица
- Карачаровская 2-я улица
- Карачаровская 3-я улица
- Карачаровский 1-й проезд
- Карачаровский 2-й проезд
- Карачаровское шоссе
- Каргопольская улица
- Карелин проезд
- Карельский бульвар
- Каретный Ряд, улица
- Карманицкий переулок
- Карпатская 1-я улица[15]
- Карпатская 2-я улица
- Карьер, улица
- Касаткина, улица
- Касимовская улица
- Каскадная улица
- Каспийская улица
- Кастанаевская улица
- Каховка, улица
- Качалинская улица
- Кашёнкин Луг, улица
- Каширский проезд
- Каширское шоссе

### Кв…
- Квесисская 1-я улица
- Квесисская 2-я улица

### Ке…-Кн…
- Кедрова, улица
- Керамический проезд
- Керченская улица
- Кетчерская улица
- Кибальчича, улица
- Киевская улица
- Киевского Вокзала, площадь
- Киевское шоссе
- Кима Филби, площадь
- Кипренского, улица
- Кирова, проезд
- Кировоградская улица
- Кировоградский проезд
- Кирпичная улица
- Кирпичные Выемки, улица
- Кирпичный 1-й переулок
- Кирпичный 3-й переулок
- Киселёва, сквер[18]
- Кисельный тупик
- Китайгородский проезд
- Клары Цеткин, улица
- Кленовый бульвар
- Климашкина, улица
- Климентовский переулок
- Клинская улица
- Клинский проезд
- Клочкова, улица
- Ключевая улица
- Клязьминская улица
- Княжекозловский переулок
- Княжеская улица
- Княжнина, улица

### Ко…
- Ковров переулок
- Ковылинский переулок
- Кожевническая улица
- Кожевнический проезд
- Кожевнический 1-й переулок
- Кожевнический 2-й переулок
- Кожевнический 4-й переулок
- Кожевнический Вражек, улица
- Кожуховская улица (район Косино-Ухтомский)
- Кожуховская 5-я улица
- Кожуховская 6-я улица
- Кожуховская 7-я улица
- Кожуховская Горка, улица
- Кожуховский 1-й проезд (Даниловский район)
- Кожуховский 1-й проезд (Косино-Ухтомский)
- Кожуховский 2-й проезд (Даниловский район)
- Кожуховский 2-й проезд (Косино-Ухтомский)
- Кожуховский 3-й проезд (Даниловский район)
- Козицкий переулок
- Козлова, улица
- Коккинаки, улица
- Коктебельская улица
- Коленчатый переулок
- Коллективный проезд
- Колмогорова, улица[14]
- Колобашкина улица[25]
- Колобовский 1-й переулок
- Колобовский 2-й переулок
- Колобовский 3-й переулок
- Колодезная улица
- Колодезный переулок
- Колокольников переулок
- Коломенская набережная
- Коломенская улица
- Коломенский проезд
- Коломенское шоссе
- Коломникова, улица[10]
- Колпачный переулок
- Колпинская улица
- Колымажный переулок
- Кольская улица
- Комдива Орлова, улица
- Коминтерна, улица
- Комиссариатский переулок
- Коммунарская улица[15]
- Коммунистическая улица
- Коммунистический переулок
- Композитора Балакирева, площадь
- Композиторская улица
- Комсомольская площадь
- Комсомольская улица (Молжаниновский район)
- Комсомольский проспект
- Комсомольской Площади, проезд
- Конаковский проезд
- Кондратюка, улица
- Кондрашёвский тупик
- Конёнкова, улица
- Конный переулок
- Коновалова, улица
- Константина Бескова, улица
- Константина Симонова, улица
- Константина Федина, улица
- Константина Царёва, улица
- Константинова, улица
- Конструктора Симонова, сквер
- Конюшковская улица
- Кооперативная улица
- Коптевская улица
- Коптевский бульвар
- Коптельский 1-й переулок
- Коптельский 2-й переулок
- Копьёвский переулок
- Корабельная улица
- Коренная улица
- Корнейчука, улица
- Коробейников переулок
- Коровий Вал, улица
- Коровинский проезд
- Коровинское шоссе
- Короленко, улица
- Косинская улица
- Косинская эстакада[17]
- Косинское шоссе[17]
- Космодамианская набережная
- Космонавта Волкова улица
- Космонавта Комарова, площадь
- Космонавтов, аллея
- Космонавтов, улица
- Косой переулок
- Костикова, улица
- Костомаровская набережная
- Костомаровский переулок
- Костромская улица
- Костякова, улица
- Костянский переулок
- Косыгина, улица
- Котельническая набережная
- Котельнический 1-й переулок
- Котельнический 2-й переулок
- Котельнический 3-й переулок
- Котельнический 4-й переулок
- Котельнический 5-й переулок
- Котельный проезд
- Котляковская улица
- Котляковский 1-й переулок
- Котляковский 2-й переулок
- Котляковский проезд[3]
- Коцюбинского, улица
- Кочновский проезд
- Кошкина, проезд
- Кошкина, улица
- Коштоянца, улица

### Кр…
- Кравченко, улица
- Крамского, улица
- Крапивенский переулок
- Красина, переулок
- Красина, улица
- Красковская улица
- Красковский 1-й проезд
- Красковский 2-й проезд
- Красная площадь
- Красная Пресня, улица
- Красная Сосна, улица
- Красноармейская улица
- Краснобогатырская улица
- Красноворотский проезд
- Красногвардейская 3-я улица
- Красногвардейский бульвар
- Красногвардейский 1-й проезд
- Красногвардейский 2-й проезд
- Красного Маяка, улица
- Красногорский 1-й проезд
- Красногорский 2-й проезд
- Красногорский 3-й проезд
- Красногорский 4-й проезд
- Краснодарская улица
- Краснодарский проезд
- Краснодонская улица
- Красной Сосны 6-я линия
- Красной Сосны 12-я линия
- Красной Сосны 13-я линия
- Красноказарменная набережная
- Красноказарменная площадь
- Красноказарменная улица
- Красноказарменный проезд
- Краснокурсантская площадь
- Краснокурсантский 1-й проезд
- Краснокурсантский 2-й проезд
- Краснолиманская улица
- Краснополянская улица
- Краснопресненская Застава, площадь
- Краснопресненская набережная
- Краснопролетарская улица
- Краснопрудная улица
- Краснопрудный переулок
- Красносельский 1-й переулок
- Красносельский 2-й переулок
- Красносельский 3-й переулок
- Красносельский 4-й переулок
- Красносельский 5-й переулок
- Красносельский 6-й переулок
- Красносельский тупик
- Красносолнечная улица
- Красностуденческий проезд
- Краснохолмская набережная
- Красноярская улица
- Красные Ворота, площадь
- Красный Казанец, улица
- Красных Зорь, улица
- Кременчугская улица
- Кремлёвская набережная
- Кремлёвский проезд
- Кремлёвских Курсантов, аллея[25]
- Кренкеля, улица
- Крестовоздвиженский переулок
- Крестовский 2-й переулок
- Крестьянская площадь
- Крестьянская Застава, площадь
- Крестьянский тупик
- Кржижановского, улица
- Кривоарбатский переулок
- Кривоколенный переулок
- Кривоникольский переулок
- Криворожская улица
- Криворожский проезд
- Кривошеева, улица
- Кронштадтский бульвар
- Кропоткинский переулок
- Крузенштерна, улица
- Крупской, улица (Ломоносовский район)
- Крутицкая набережная
- Крутицкая улица
- Крутицкий 1-й переулок
- Крутицкий 2-й переулок
- Крутицкий 3-й переулок
- Крутицкий 4-й переулок
- Крутицкий Вал, улица
- Крылатская улица
- Крылатская 1-я улица
- Крылатская 2-я улица
- Крылатские Холмы, улица
- Крымская набережная
- Крымская площадь
- Крымский проезд
- Крымский тупик
- Крымский Вал, улица
- Крюковская улица
- Крюковский тупик

### Кс…-Ку…
- Ксеньинский переулок
- Кубанская улица
- Кубинка, улица
- Кудринская площадь
- Кудринский переулок
- Кузбасская площадь
- Кузнецкий Мост, улица
- Кузнецова, улица
- Кузнецовская улица
- Кузнечный тупик
- Кузьминская улица
- Кулаков переулок
- Кулакова, улица
- Куликовская улица
- Кульнева, улица
- Кунцевская улица
- Курганская улица
- Куркинское шоссе
- Курская улица
- Курского Вокзала, площадь
- Курсовой переулок
- Курьяновская набережная
- Курьяновский бульвар
- Курьяновская 1-я улица
- Курьяновская 2-я улица
- Курьяновская 3-я улица
- Курьяновская 4-я улица
- Курьяновская 5-я улица[4]
- Курьяновский 1-й проезд
- Курьяновский 2-й проезд
- Кусковская улица
- Кусковская 2-я улица
- Кусковский просек
- Кусковский тупик
- Кустанайская улица
- Кутузова, улица
- Кутузовский переулок
- Кутузовский проезд
- Кутузовский проспект
- Кутузовское шоссе
- Куусинена, улица
- Кухмистерова, улица
- Кучин переулок

## Л

### Ла…
- Лабораторная улица
- Лавочкина, улица
- Лавриненко, улица
- Лавров переулок
- Лаврский переулок
- Лаврушинский переулок
- Ладожская улица
- Лазаревский переулок
- Лазенки 1-я улица
- Лазенки 2-я улица
- Лазенки 3-я улица
- Лазенки 4-я улица
- Лазенки 5-я улица
- Лазенки 6-я улица
- Лазенки 7-я улица
- Лазоревый проезд
- Лазо, улица
- Ландышевая улица
- Ланинский переулок
- Лапина, улица
- Ларионова, улица

### Ле…
- Лебедева, улица
- Лебедянская улица
- Лебяжий переулок
- Леваневского улица
- Левая Дворцовая аллея
- Левитана, улица
- Левобережная улица
- Левый тупик
- Ле Зуана, площадь
- Ленивка, улица
- Ленинградская улица
- Ленинградский проспект
- Ленинградское шоссе
- Лениногорская улица
- Ленинская Слобода, улица
- Ленинские Горы[32]
- Ленинский проспект
- Ленская улица
- Лентулова, улица
- Леонова 1-й проезд
- Леонова 1-я улица
- Леонтьевский переулок
- Лепёхинский тупик
- Лермонтовская площадь
- Лермонтовская улица
- Лермонтовский проспект
- Леси Украинки, улица
- Лескова, улица
- Лесная улица (Тверской район)
- Лесной 1-й переулок
- Лесной 2-й переулок
- Лесной 3-й переулок
- Лесной 4-й переулок
- Лесной, посёлок[33]
- Леснорядская 2-я улица
- Леснорядская улица
- Леснорядский переулок
- Лестева, улица
- Летниковская улица
- Летняя аллея
- Летняя улица
- Лефортовская набережная
- Лефортовская площадь
- Лефортовский Вал, улица
- Лефортовский переулок
- Лечебная улица
- Лётная улица
- Лётчика Бабушкина, улица
- Лётчика Новожилова, улица
- Лётчика Павлова, улица[5]
- Лётчика Спирина, улица[9]
- Лётчика Ульянина, улица

### Ли…-Ло…
- Лианозовский проезд
- Ливенская улица
- Лизы Чайкиной, улица
- Линейный проезд
- Линии Октябрьской Железной Дороги, улица
- Липецкая улица
- Липки, улица
- Липовая аллея
- Липчанского, улица
- Лисичанская улица
- Лисицкого, улица
- Лиственничная аллея
- Литвина-Седого, улица
- Литовский бульвар
- Лихачёва, проспект
- Лихачёвский 1-й переулок
- Лихачёвский 2-й переулок
- Лихачёвский 3-й переулок
- Лихачёвский 4-й переулок
- Лихоборская набережная
- Лихоборские Бугры, улица
- Лихов переулок
- Лобанова, улица
- Лобачевского, улица
- Лобачика, улица
- Лобненская улица
- Лодочная улица
- Локомотивный проезд
- Ломоносовский проспект
- Лонгиновская улица
- Лопухинский переулок
- Лосевская улица
- Лосиноостровская улица
- Лосинский проезд

### Лу…-Ля…
- Лубочный переулок
- Лубянская площадь
- Лубянский проезд
- Луганская улица
- Луговой проезд
- Лужнецкая набережная
- Лужнецкий проезд
- Лужники, улица
- Лужская улица
- Луиджи Лонго, улица
- Лукино, 1-я улица
- Лукино, 2-я улица
- Лукинская улица
- Луков переулок
- Лукьяновский проезд
- Лухмановская улица
- Луховицкая улица
- Лучевой 1-й просек
- Лучевой 2-й просек
- Лучевой 3-й просек
- Лучевой 4-й просек
- Лучевой 5-й просек
- Лучевой 6-й просек
- Лучников переулок
- Лыковская 1-я улица
- Лыковская 2-я улица
- Лыковская 3-я улица
- Лыковский 1-й проезд
- Лыковский проезд
- Лыткаринская улица (район Косино-Ухтомский)
- Лыщиков переулок
- Льва Выготского, переулок[14]
- Льва Толстого, улица
- Льва Юдина, улица
- Льва Яшина, улица[34]
- Львова, улица
- Люберецкий 1-й проезд
- Люберецкий 2-й проезд
- Люберецкий 3-й проезд
- Люберецкий 4-й проезд
- Люблинская улица
- Люсиновская улица
- Люсиновский 1-й переулок
- Люсиновский 3-й переулок
- Лялина площадь
- Лялин переулок
- Ляминский проезд
- Ляпидевского улица
- Ляпунова, улица

## М

### Ма…
- Магаданская улица
- Магазинный тупик
- Магистральная 1-я улица
- Магистральная 2-я улица
- Магистральная 3-я улица
- Магистральная 4-я улица
- Магистральная 5-я улица
- Магистральный переулок
- Магистральный 1-й проезд
- Магистральный 1-й тупик
- Магистральный 2-й тупик
- Магнитогорская улица
- Маёвок, улица
- Мажоров переулок
- Мазиловская улица[18]
- Майи Плисецкой, сквер[35]
- Майский просек
- Макаренко, улица
- Макеевская улица
- Максимова, улица
- Малахитовая улица
- Малая Андроньевская улица
- Малая Ботаническая улица
- Малая Бронная улица
- Малая Грузинская улица
- Малая Дмитровка, улица
- Малая Дорогомиловская улица
- Малая Екатерининская улица
- Малая Калитниковская улица
- Малая Калужская улица
- Малая Красносельская улица
- Малая Лубянка, улица
- Малая Молчановка, улица
- Малая Набережная улица
- Малая Никитская улица
- Малая Оленья улица
- Малая Ордынка
- Малая Остроумовская улица
- Малая Очаковская улица[17]
- Малая Переяславская улица
- Малая Пионерская улица
- Малая Пироговская улица
- Малая Полянка, улица
- Малая Почтовая улица
- Малая Семёновская улица
- Малая Сухаревская площадь
- Малая Тихоновская улица
- Малая Тульская улица
- Малая Филёвская улица
- Малая Черкизовская улица
- Малая Ширяевская улица
- Малая Юшуньская улица
- Малая Якиманка, улица
- Маленковская улица
- Малое кольцо МЖД 10-й км дорога, проезд
- Малое кольцо МЖД 13-й км дорога, проезд
- Малое кольцо МЖД 19-й км дорога, проезд
- Малое кольцо МЖД 20-й км дорога, проезд
- Малое кольцо МЖД 49-й км дорога, проезд
- Малое кольцо МЖД 8-й км дорога, проезд
- Малое Кольцо МЖД 9-й км дорога, проезд
- Маломосковская улица
- Малыгина, улица
- Малыгинский проезд
- Малые Каменщики, улица
- Малый Афанасьевский переулок
- Малый Боженинский переулок
- Малый Власьевский переулок
- Малый Гавриков переулок
- Малый Гнездниковский переулок
- Малый Головин переулок
- Малый Демидовский переулок
- Малый Дровяной переулок
- Малый Златоустинский переулок
- Малый Знаменский переулок
- Малый Ивановский переулок
- Малый Казённый переулок
- Малый Каковинский переулок
- Малый Калитниковский проезд
- Малый Калужский переулок
- Малый Каретный переулок
- Малый Кисельный переулок
- Малый Кисловский переулок
- Малый Козихинский переулок
- Малый Козловский переулок
- Малый Конюшковский переулок
- Малый Коптевский проезд
- Малый Краснопрудный тупик
- Малый Купавенский проезд
- Малый Лёвшинский переулок
- Малый Могильцевский переулок
- Малый Николоворобинский переулок
- Малый Николопесковский переулок
- Малый Новопесковский переулок
- Малый Олений переулок
- Малый Ордынский переулок
- Малый Палашёвский переулок
- Малый Патриарший переулок
- Малый Песчаный переулок
- Малый Полуярославский переулок
- Малый Предтеченский переулок
- Малый Путинковский переулок
- Малый Ржевский переулок
- Малый Рогожский переулок
- Малый Саввинский переулок
- Малый Сергиевский переулок
- Малый Спасоглинищевский переулок
- Малый Строченовский переулок
- Малый Сухаревский переулок
- Малый Татарский переулок
- Малый Тишинский переулок
- Малый Толмачёвский переулок
- Малый Трёхгорный переулок
- Малый Трёхсвятительский переулок
- Малый Факельный переулок
- Малый Харитоньевский переулок
- Малый Черкасский переулок
- Малышева улица
- Мамоновский переулок
- Манделы Нельсона, площадь
- Манежная площадь
- Манежная улица
- Мансуровский переулок
- Мантулинская улица
- Маргелова, улица[3]
- Маресьева, улица
- Марии Поливановой, улица
- Марии Ульяновой, улица
- Мариупольская улица
- Марка Шагала, набережная
- Марксистская улица
- Марксистский переулок
- Мароновский переулок
- Маросейка, улица
- Мартеновская улица
- Мартина Лютера Кинга, площадь
- Мартыновский переулок
- Марфинский проезд
- Маршала Бабаджаняна, площадь
- Маршала Баграмяна, улица
- Маршала Бирюзова, улица
- Маршала Василевского, улица
- Маршала Вершинина, улица
- Маршала Воробьёва, улица[19]
- Маршала Голованова, улица
- Маршала Ерёменко, улица
- Маршала Жукова, проспект
- Маршала Захарова, улица
- Маршала Катукова, улица
- Маршала Кожедуба, улица
- Маршала Конева, улица
- Маршала Малиновского, улица
- Маршала Мерецкова, улица
- Маршала Неделина, улица
- Маршала Новикова, улица
- Маршала Полубоярова, улица
- Маршала Прошлякова, улица
- Маршала Рокоссовского, бульвар
- Маршала Рыбалко, улица
- Маршала Савицкого, улица
- Маршала Сергеева, улица
- Маршала Соколовского, улица
- Маршала Судца, улица[12][25]
- Маршала Тимошенко, улица
- Маршала Тухачевского, улица
- Маршала Федоренко, улица
- Маршала Чуйкова, улица
- Маршала Шапошникова, улица
- Маршала Шестопалова, улица[6]
- Марьиной Рощи, 1-й проезд
- Марьиной Рощи, 2-й проезд
- Марьиной Рощи, 3-й проезд
- Марьиной Рощи, 4-й проезд
- Марьиной Рощи, 5-й проезд
- Марьиной Рощи, 6-й проезд
- Марьиной Рощи, 8-й проезд
- Марьиной Рощи, 9-й проезд
- Марьиной Рощи, 10-й проезд
- Марьиной Рощи, 11-й проезд
- Марьиной Рощи, 12-й проезд
- Марьиной Рощи, 13-й проезд
- Марьиной Рощи, 14-й проезд
- Марьиной Рощи, 17-й проезд
- Марьиной Рощи, 2-я улица
- Марьиной Рощи, 3-я улица
- Марьиной Рощи, 4-я улица
- Марьинский бульвар
- Марьинский Парк, улица
- Мастеркова, улица
- Мастеровая улица
- Матвеевская улица
- Матвеевское, посёлок[36]
- Матроса Железняка, бульвар
- Матросова улица
- Матросская Тишина, улица
- Матушкина, улица[10]
- Машиностроения, 1-я улица
- Машиностроения, 2-я улица
- Маши Порываевой, улица
- Машкинское шоссе
- Машкова улица
- Маяковского, переулок

### Ме…
- Медведева, улица
- Медведковское шоссе
- Медвежий переулок
- Медвёдки, хутор[37]
- Медиков, улица
- Медовый переулок
- Медынская улица
- Международная улица
- Международное шоссе
- Мезенская улица
- Мелитопольская 1-я улица
- Мелитопольская 2-я улица
- Мелитопольская улица
- Мелитопольский проезд
- Мелиховская улица
- Мелькисаровская улица
- Мельникова, улица
- Мельницкий переулок
- Менделеевская улица
- Менжинского, улица
- Мерзляковский переулок
- Мерянка, улица[9]
- Металлургов, улица
- Мещанская улица
- Мещёрский переулок
- Мещерский проспект
- Мещерякова, улица

### Мж…
- МЖД Белорусское, 6-й км, проезд
- МЖД Белорусское 7-й км, проезд
- МЖД Казанское 4-й км, проезд
- МЖД Казанское 5-й км, проезд
- МЖД Киевское 1-й км, проезд
- МЖД Киевское 12-й км, проезд
- МЖД Киевское 17-й км, проезд
- МЖД Киевское 2-й км, проезд
- МЖД Киевское 3-й км, проезд
- МЖД Киевское 4-й км, проезд
- МЖД Киевское 5-й км, проезд
- МЖД Курское 18-й км, проезд
- МЖД Курское 32-й км, проезд
- МЖД Курское 33-й км, проезд
- МЖД Рижское 1-й км дорога, проезд
- МЖД Рижское 7-й км, проезд
- МЖД Рижское 8-й км, проезд
- МЖД Рижское 9-й км, проезд
- МЖД Рязанское 5-й км дорога, проезд
- МЖД Рязанское 6-й км дорога, проезд
- МЖД Рязанское 8-й км дорога, проезд
- МЖД Рязанское 9-й км, проезд
- МЖД Савёловское 1-й км, проезд
- МЖД Савёловское 10-й км, проезд
- МЖД Савёловское 13-й км, проезд
- МЖД Ярославское 10-й км, проезд
- МЖД Ярославское 2-й км, проезд
- МЖД Ярославское 3-й км, проезд
- МЖД Ярославское 4-й км, проезд

### Ми…
- Мигеля Идальго, сквер[9]
- Миклухо-Маклая, улица
- Микульский переулок
- Милашенкова, улица
- Милицейский переулок
- Миллионная улица
- Милютинский переулок
- Минаевский переулок
- Минаевский проезд
- Мининский переулок
- Минская улица
- Минусинская улица
- Мира, проспект
- Миргородская улица
- Миргородский 1-й переулок
- Миргородский 2-й переулок
- Миргородский проезд
- Мироновская улица
- Мирской переулок
- Мирской проезд
- Митинская улица
- Митинский 1-й переулок
- Митинский 2-й переулок
- Митинский 3-й переулок
- Митьковский проезд
- Миусская 1-я улица
- Миусская 2-я улица
- Миусская площадь
- Миусский переулок
- Михаила Грешилова, улица
- Михаила Певцова, улица
- Михаила Якушина, улица
- Михайлова, улица
- Михайловский проезд
- Михалковская улица
- Михалковский 3-й переулок
- Михельсона, улица
- Михневская улица
- Михневский проезд
- Мичурина, улица
- Мичуринская аллея
- Мичуринский проспект
- Мичуринский Проспект, Олимпийская Деревня, улица
- Мишина, улица
- Мишин проезд

### Мк…
- МКАД №-й км (объект УДС)[38]

### Мн…
- Мнёвники, улица

### Мо…
- Можайский Вал, улица
- Можайский переулок
- Можайский 6-й переулок
- Можайский 1-й тупик
- Можайское шоссе
- Молдавская улица
- Молдагуловой, улица
- Молжаниновская улица
- Молодёжная улица
- Молодогвардейская улица
- Молодцова, улица
- Молокова, улица
- Молостовых, улица
- Молочный переулок
- Монетчиковский 1-й переулок
- Монетчиковский 2-й переулок
- Монетчиковский 3-й переулок
- Монетчиковский 4-й переулок
- Монетчиковский 5-й переулок
- Монетчиковский 6-й переулок
- Монтажная улица
- Моревский проезд
- Моршанская улица
- Москворецкая набережная
- Москворецкая улица (Тверской район).
- Москворечье, улица
- Московская аллея
- Московская кольцевая автомобильная дорога
- Московская улица (район Солнцево).
- Московский проспект (район Измайлово)
- Московско-Казанский переулок
- Московско-Минской дивизии площадь
- Мосфильмовская улица
- Мосфильмовский 2-й переулок
- Моховая улица

### Мр…
- Мрузовский переулок

### Му…
- Музейная 3-я улица
- Мукомольный проезд
- Муравская 1-я улица
- Муравская 2-я улица
- Муравская улица
- Мурановская улица
- Мурманский проезд
- Муромская улица (район Косино-Ухтомский)
- Мусоргского, улица
- Мустая Карима, улица
- Мусы Джалиля, улица

### Мц…
- Мценская улица

### Мы…
- Мытищинская 1-я улица
- Мытищинская 2-я улица
- Мытищинская 3-я улица
- Мытищинский проезд
- Мытная улица

### Мя…
- Мякининский проезд
- Мясищева, улица
- Мясниковская 1-я улица
- Мясниковская 2-я улица
- Мясницкая улица
- Мясницкие Ворота, площадь
- Мясницкий проезд
- Мячковский бульвар

## Н

### На…-Не…
- Набережная улица (район Лианозово).
- Нагатинская набережная
- Нагатинская улица
- Нагатинский 1-й проезд
- Нагатинский 2-й проезд
- Нагатинский 3-й проезд[3]
- Нагатинский бульвар
- Нагорная улица
- Нагорное, посёлок[39]
- Нагорный бульвар
- Нагорный проезд
- Назарьево, посёлок[40]
- Налесный переулок
- Наличная улица
- Намёткина, улица
- Нансена, проезд
- Напольный проезд
- Напрудная 1-я улица
- Напрудная 2-я улица
- Напрудный переулок
- Нарвская улица
- Наримановская улица
- Народная улица
- Народного Ополчения, улица
- Народный переулок
- Народный проспект
- Наро-Фоминская улица
- Нарышкинская аллея
- Нарышкинский проезд
- Наставнический переулок
- Настасьинский переулок
- Наташи Качуевской, улица
- Наташи Ковшовой, улица
- Наташинская улица
- Наташинский проезд
- Научный проезд
- Нахимовский проспект
- Нащокинский переулок
- Небесный бульвар
- Невельского, проезд
- Неверовского, улица
- Невольный переулок
- Неглинная улица
- Недорубова, улица
- Нежинская улица
- Некрасовская улица
- Нелидовская улица
- Неманский проезд
- Немчинова, улица
- Неопалимовский 1-й переулок
- Неопалимовский 2-й переулок
- Неопалимовский 3-й переулок
- Несвижский переулок

### Ни…
- Нижегородская улица
- Нижегородский переулок
- Нижнелихоборский 1-й проезд
- Нижнелихоборский 3-й проезд
- Нижнемасловский 2-й переулок
- Нижние Мнёвники, улица
- Нижние Поля, улица
- Нижний Журавлёв переулок
- Нижний Кисельный переулок
- Нижний Кисловский переулок
- Нижний Михайловский 1-й проезд
- Нижний Сусальный переулок
- Нижняя Красносельская улица
- Нижняя Краснохолмская улица
- Нижняя Масловка, улица
- Нижняя Первомайская улица
- Нижняя Радищевская улица
- Нижняя Сыромятническая улица
- Нижняя улица
- Никитинская улица
- Никитников переулок
- Никитские Ворота, площадь
- Никитский бульвар
- Никитский переулок
- Николаева улица
- Николаевский тупик
- Николая Озерова, улица
- Николая Коперника, улица
- Николая Рериха, улица[9]
- Николая Сироткина, улица
- Николая Старостина, улица
- Николая Химушина, улица
- Николоваганьковский переулок
- Николощеповский 1-й переулок
- Николощеповский 2-й переулок
- Николоямская набережная
- Николоямская улица
- Николоямской переулок
- Николоямской тупик
- Никольская улица
- Никольский переулок
- Никольский тупик
- Никольско-Архангельский проезд
- Никоновский переулок
- Никопольская 3-я улица
- Никопольская улица
- Никулинская улица
- Никулинский проезд

### Но…
- Новаторов, улица
- Новая Басманная улица
- Новая Башиловка, улица
- Новая Дорога, улица
- Новая Заря, улица
- Новая Ипатовка, улица
- Новая Переведеновская улица
- Новая площадь
- Новая Сыромятническая улица
- Новая улица (район Западное Дегунино)
- Новгородская улица
- Новикова-Прибоя, набережная
- Новинки, улица
- Новинский бульвар
- Новинский переулок
- Новоалексеевская улица
- Новобратцевский, посёлок[41]
- Новобутаково, посёлок[42]
- Новобутовская улица
- Новобутовский проезд[17]
- Нововаганьковский переулок
- Нововладыкинский проезд
- Нововоротниковский переулок
- Новогиреевская улица
- Новогорская улица
- Новоданиловская набережная
- Новоданиловский проезд
- Новодачная улица
- Новодачное шоссе[9]
- Новодевичий проезд
- Новодевичьего Монастыря, площадь
- Новодевичья набережная
- Новодмитровская улица
- Новозаводская улица
- Новокирочный переулок
- Новоконная площадь
- Новоконюшенный переулок
- Новокосинская улица
- Новокрымский проезд
- Новокузнецкая улица
- Новокузнецкий 1-й переулок
- Новокузнецкий 2-й переулок
- Новокузьминская 1-я улица
- Новокузьминская 4-я улица
- Новокузьминская 12-я улица
- Новокуркинское шоссе
- Новолесная улица
- Новолесной переулок
- Новолужнецкий проезд
- Новомарьинская улица
- Новомещерский проезд[17]
- Новомихалковский 1-й проезд
- Новомихалковский 3-й проезд
- Новомихалковский 4-й проезд
- Новомосковская улица
- Новоорловская улица
- Новооскольская улица
- Новоостанкинская 2-я улица
- Новоостанкинская 3-я улица
- Новоостанкинский 5-й проезд
- Новоостанкинский 6-й проезд
- Новоостаповская улица
- Новопеределкинская улица
- Новопесчаная улица
- Новопетровская улица
- Новопетровский проезд[17]
- Новоподмосковный 1-й переулок
- Новоподмосковный 2-й переулок
- Новоподмосковный 3-й переулок
- Новоподмосковный 4-й переулок
- Новоподмосковный 5-й переулок
- Новоподмосковный 6-й переулок
- Новоподмосковный 8-й переулок
- Новопоселковая улица
- Новопотаповский проезд (район Южное Бутово)
- Новопресненский переулок
- Новорижское шоссе [43]
- Новорогожская улица
- Новороссийская улица
- Новорязанская улица
- Новорязанское шоссе
- Новоселенский переулок
- Новосёлки, 1-я улица
- Новосёлки, 2-я улица
- Новосёлки, 3-я улица
- Новосёлки, 4-я улица
- Новосибирская улица
- Новослободская улица
- Новоспасский переулок
- Новоспасский проезд
- Новосущёвская улица
- Новосущёвский переулок
- Новосходненское шоссе
- Новотетёрки, улица
- Новотихвинская улица
- Новотихвинский 1-й переулок
- Новотушинская улица
- Новотушинский проезд
- Новоухтомская улица (район Косино-Ухтомский)[17]
- Новоухтомское шоссе
- Новофилёвский проезд[17]
- Новохорошёвский проезд
- Новохохловская улица
- Новоцарицынское шоссе
- Новочерёмушкинская улица
- Новочеркасский бульвар
- Новощукинская улица
- Новоясеневский проспект
- Новые Сады, 1-11-я улицы
- Новые Черёмушки 22-23, квартал[20]
- Новые Черёмушки 24-25, квартал[20]
- Новые Черёмушки 24а, квартал[20]
- Новые Черёмушки 29-30, квартал[20]
- Новые Черёмушки 32а, квартал[20]
- Новый 1-й переулок
- Новый 2-й переулок
- Новый 3-й переулок
- Новый Арбат, улица
- Новый Берингов проезд
- Новый Зыковский проезд
- Новый проезд
- Ножовый переулок
- Норильская улица
- Носовихинское шоссе

## О

### Об…-Ок…
- Оболенский переулок
- Оборонная улица
- Образцова, улица
- Обручева, улица
- Обуха, переулок
- Обыденский 1-й переулок
- Обыденский 2-й переулок
- Обыденский 3-й переулок
- Овчинниковская набережная
- Огородная Слобода, переулок
- Огородный проезд
- Одесская улица
- Одиннадцати Героев Сапёров, аллея[17]
- Одиннадцатый проспект Новогиреева
- Одинцовская улица
- Одоевского, проезд
- Озерковская набережная
- Озерковский переулок
- Озёрная площадь
- Озёрная улица
- Окружная улица
- Окружной проезд
- Окская улица
- Октябрьская улица (район Марьина Роща)
- Октябрьская ЖД Московское 611 км дорога, проезд
- Октябрьская ЖД Московское 637 км дорога, проезд
- Октябрьская ЖД Московское 646 км дорога, проезд
- Октябрьская ЖД Москва-СП 10-й км дорога, проезд
- Октябрьский переулок

### Ол…-Ор…
- Олега Табакова, улица
- Олеко Дундича, улица
- Олений Вал, улица
- Олений проезд
- Олимпийский проспект
- Олимпийской Деревни, проезд
- Олонецкая улица
- Олонецкий проезд
- Олсуфьевский переулок
- Ольминского, проезд
- Ольховская улица
- Ольховский 1-й тупик
- Ольховский переулок
- Ольховский тупик
- Онежская улица
- Ополченцев Замоскворечья, сквер
- Оранжерейная улица (район Косино-Ухтомский)
- Орджоникидзе, улица
- Ордынский тупик
- Оренбургская улица (район Косино-Ухтомский)
- Орехово-Зуевский проезд
- Ореховый бульвар
- Ореховый проезд
- Орликов переулок
- Орлово-Давыдовский переулок
- Орловский переулок
- Оружейный переулок
- Оршанская улица

### Ос…-Оч…
- Осенний бульвар
- Осенняя улица
- Осипенко, улица (район Южное Бутово)
- Ослябинский переулок
- Останкинская 1-я улица
- Останкинская 2-я улица
- Останкинский 3-й переулок
- Останкинский 5-й переулок
- Останкинский 6-й переулок
- Останкинский проезд
- Остаповский проезд
- Остафьевская улица
- Остафьевское шоссе
- Осташковская улица
- Осташковский проезд
- Остоженка, улица
- Островитянова, улица
- Островная улица
- Островной проезд
- Острякова, улица
- Открытое шоссе
- Отрадная улица
- Отрадный проезд
- Охотничья улица
- Охотный Ряд, улица
- Охтинская улица
- Охтинский проезд
- Очаковская улица
- Очаковский 1-й переулок
- Очаковский 2-й переулок
- Очаковский 3-й переулок
- Очаковский 4-й переулок
- Очаковский 5-й переулок
- Очаковское шоссе

## П

### Па…
- Павелецкая набережная
- Павелецкая площадь
- Павелецкий 1-й проезд
- Павелецкий 2-й проезд
- Павелецкий 3-й проезд
- Павла Андреева, улица
- Павла Корчагина, улица
- Павла Филонова, бульвар
- Павла Фитина, улица
- Павлика Морозова, улица
- Павловская улица
- Павловский 1-й переулок
- Павловский 2-й переулок
- Павловский 3-й переулок
- Павлоградская 1-я улица
- Павлоградская 2-я улица
- Павлоградская 3-я улица
- Павлоградская 4-я улица
- Пакгаузное шоссе
- Палехская улица
- Палисадная улица
- Палиха, улица
- Палочный переулок
- Панкратьевский переулок
- Пантелеевская улица
- Пантелеевский переулок
- Панфёрова, улица
- Улица Панфилова (район Сокол)
- Панфиловский переулок
- Папанина, улица[15]
- Паперника, улица
- Пахтусова, проезд
- 1-я / 2-я / 3-я / 4-я / 5-я / 6-я / 7-я / 8-я / 9-я / 10-я / 11-я / 12-я / 13-я / 14-я / 15-я / 16-я Парковая улица
- Парковая улица (Митино) (район Митино)
- Парковая улица (район Ново-Переделкино)
- Паромная улица
- Партизанская улица
- Партийный переулок
- Парусный проезд
- Паршина, улица
- Пасечная улица
- Патриарха Алексия II, аллея[44]
- Паустовского, улица

### Пе…
- Певческий переулок
- Педагогическая улица
- Пекуновский тупик
- Пенягинская 1-я улица[15]
- Пенягинская 2-я улица[15]
- Пенягинская улица
- Пенягинский 1-й проезд
- Пенягинский 2-й проезд
- Первой Маёвки, аллея
- Первомайская аллея
- Первомайская улица (район Измайлово)
- Первомайский проезд
- Первый проспект Новогиреева
- Переведеновский переулок
- Переведеновский тупик
- Перекопская улица
- Улица Перерва
- Перервинский бульвар
- Пересветов переулок
- Переяславский переулок
- Пермская улица
- Перова Поля 1-й проезд
- Перова Поля 2-й проезд
- Перова Поля 3-й проезд
- Перова Поля 4-й проезд
- Перовская улица
- Перовский проезд
- Перовское шоссе
- Перуновский переулок
- Песочная аллея
- Песочный переулок
- Пестеля, улица
- Пестовский переулок
- Песчаная площадь
- Песчаная улица
- Песчаная 2-я улица
- Песчаная 3-я улица
- Песчаный Карьер, улица
- Песчаный переулок
- Петра Алексеева 1-й переулок
- Петра Алексеева 2-й переулок
- Петра Алексеева, улица
- Петра Кончаловского, улица
- Петра Романова, улица
- Петроверигский переулок
- Петровка, улица
- Петровские Ворота, площадь
- Петровские Линии, улица
- Петровский бульвар
- Петровский переулок
- Петровско-Разумовская аллея
- Петровско-Разумовский проезд
- Петрозаводская улица
- Петропавловский переулок
- Пехорская улица
- Пехотная улица
- Пехотный 1-й переулок
- Пехотный 2-й переулок
- Печатников переулок
- Печорская улица

### Пи…-Пл…
- Пивченкова, улица
- Пилота Нестерова, улица
- Пилотажная улица
- Пименовский тупик
- Пинский проезд
- Писцовая улица
- Плавский проезд
- Планерная улица
- Планетная улица
- Платовская улица
- Плетешковский переулок
- Плеханова, улица
- Плехановский 1-й переулок
- Плехановский 3-й переулок
- Плещеева, улица
- Плотников переулок
- Плющева, улица
- Плющиха, улица

### По…
- Победы, площадь
- Поварская улица
- Погодинская улица
- Погонный проезд
- Погорельский переулок
- Подбельского, 1-й проезд
- Подбельского, 3-й проезд
- Подбельского, 4-й проезд
- Подбельского, 5-й проезд
- Подбельского, 6-й проезд
- Подбельского, 7-й проезд
- Подвойского, улица
- Подгорская набережная
- Подколокольный переулок
- Подкопаевский переулок
- Подмосковная улица
- Подольская улица
- Подольский 1-й переулок
- Подольских Курсантов, улица
- Подольское шоссе
- Подрезковская 1-я улица
- Подрезковская 2-я улица
- Подрезковская 3-я улица
- Подсосенский переулок
- Подушкинский переулок[19]
- Подъёмная улица
- Подъёмный переулок
- Пожарский переулок
- Поклонная улица
- Покровка, улица
- Покровская улица
- Покровская набережная
- Покровская 2-я улица
- Покровские Ворота, площадь
- Покровский бульвар
- Покрышкина, улица
- Полбина, улица
- Полевая улица (район Южное Бутово)
- Полевой 1-й переулок
- Полевой 2-й переулок
- Полевой 4-й переулок
- Поленова, улица
- Полесский проезд
- Поликарпова, улица
- Полимерная улица
- Полины Осипенко, улица
- Политехнический проезд
- Полковая улица
- Полосухина, улица
- Полоцкая улица
- Полтавская улица
- Полуярославская набережная
- Полянский 2-й переулок
- Полянский переулок
- Поляны, улица
- Полярная улица
- Полярный проезд
- Померанцев переулок
- Поморская улица
- Поморский проезд[19]
- Поперечный 1-й проезд
- Поперечный 2-й проезд
- Поперечный просек
- Попов проезд
- Попутная улица
- Поречная улица
- Порядковый переулок
- Поселковая улица (район Косино-Ухтомский)
- Поселковый проезд (район Косино-Ухтомский)
- Поселковый 1-й проезд (Москва) (район Косино-Ухтомский)
- Поселковый 2-й проезд (Москва)
- Поселковый 3-й проезд (Москва)
- Поселковый 5-й проезд (Москва)
- Поселковый 6-й проезд (Москва)
- Поселковый 7-й проезд (Москва)
- Поселковый 8-й проезд (Москва)
- Посланников переулок
- Последний переулок
- Потаповский переулок
- Потешная улица
- Потылиха, улица
- Походный проезд

### Пр…
- Правая Дворцовая аллея
- Правды, улица
- Правобережная улица
- Прасковьина улица
- Преображенская набережная
- Преображенская площадь
- Преображенская улица
- Преображенский Вал, улица
- Пресненская набережная
- Пресненский Вал, улица
- Пресненский переулок
- Пречистенка, улица
- Пречистенская набережная
- Пречистенские Ворота, площадь
- Пречистенский переулок
- Пржевальского, улица
- Прибрежный проезд
- Привольная улица
- Привольный проезд
- Приозёрная улица
- Приорова, улица
- Приречная улица
- Причальный проезд
- Пришвина, улица
- Приютский переулок
- Прогонная 1-я улица
- Прогонная 2-я улица
- Продольная аллея
- Продольный проезд
- Проектируемый 1-й проезд
- Проектируемый 2-й проезд
- Проектируемый 35-й проезд
- Проектируемый 41-й проезд
- Проектируемый 45-й проезд
- Проектируемый 57-й проезд
- Проектируемый 64-й проезд
- Проектируемый 68-й проезд
- Проектируемый 80-й проезд
- Проектируемый 83-й проезд
- Проектируемый 84-й проезд
- Проектируемый 86-й проезд
- Проектируемый 91-й проезд
- Проектируемый 105-й проезд
- Проектируемый 106-й проезд
- Проектируемый 107-й проезд
- Проектируемый 109-й проезд
- Проектируемый 117-й проезд
- Проектируемый 120-й проезд
- Проектируемый 122-й проезд
- Проектируемый 125-й проезд
- Проектируемый 128-й проезд
- Проектируемый 130-й проезд
- Проектируемый 133-й проезд
- Проектируемый 134-й проезд
- Проектируемый 135-й проезд
- Проектируемый 137-й проезд
- Проектируемый 139-й проезд
- Проектируемый 142-й проезд
- Проектируемый 153-й проезд
- Проектируемый 159-й проезд
- Проектируемый 183-й проезд
- Проектируемый 185-й проезд
- Проектируемый 188-й проезд
- Проектируемый 189-й проезд
- Проектируемый 190-й проезд
- Проектируемый 210-й проезд
- Проектируемый 219-й проезд
- Проектируемый 220-й проезд
- Проектируемый 222-й проезд
- Проектируемый 226-й проезд
- Проектируемый 227-й проезд
- Проектируемый 229-й проезд
- Проектируемый 237-й проезд
- Проектируемый 239-й проезд
- Проектируемый 239А проезд
- Проектируемый 241-й проезд
- Проектируемый 244-й проезд
- Проектируемый 249-й проезд
- Проектируемый 251-й проезд (МО, Ленинский район, г. Видное, Северная промзона)
- Проектируемый 252-й проезд
- Проектируемый 253-й проезд (МО, Ленинский район, г. Видное, Северная промзона)
- Проектируемый 257-й проезд
- Проектируемый 259-й проезд
- Проектируемый 261-й проезд
- Проектируемый 262-й проезд
- Проектируемый 263-й проезд (МО, г. Люберцы)
- Проектируемый 264-й проезд (МО, г. Люберцы)
- Проектируемый 265-й проезд
- Проектируемый 273-й проезд
- Проектируемый 276-й проезд
- Проектируемый 278-й проезд
- Проектируемый 279-й проезд
- Проектируемый 283-й проезд
- Проектируемый 287-й проезд
- Проектируемый 292-й проезд
- Проектируемый 598-й проезд
- Проектируемый 727-й проезд
- Проектируемый 951-й проезд
- Проектируемый 1087-й проезд
- Проектируемый 1113-й проезд
- Проектируемый 1438-й проезд
- Проектируемый 1888-й проезд
- Проектируемый 1889-й проезд
- Проектируемый 1901-й проезд
- Проектируемый 1481-й проезд
- Проектируемый 1980-й проезд
- Проектируемый 2236-й проезд
- Проектируемый 3683-й проезд
- Проектируемый 3712-й проезд
- Проектируемый 3723-й проезд
- Проектируемый 4025-й проезд
- Проектируемый 4062-й проезд
- Проектируемый 4294-й проезд
- Проектируемый 4296-й проезд
- Проектируемый 5019-й проезд
- Проектируемый 5049-й проезд (район Косино-Ухтомский)
- Проектируемый 5081-й проезд (район Косино-Ухтомский)
- Проектируемый 5092-й проезд
- Проектируемый 5096-й проезд (район Косино-Ухтомский)
- Проектируемый 5108-й проезд
- Проектируемый 5112-й проезд
- Проектируемый 5159-й проезд
- Проектируемый 5219-й проезд
- Проектируемый 5265-й проезд
- Проектируемый 5450-й проезд
- Проектируемый 5509-й проезд
- Проектируемый 6161-й проезд
- Проектируемый 6699-й проезд
- Производственная улица
- Прокатная улица
- Прокудинский переулок
- Пролетарская улица
- Пролетарский проспект
- Пролетарского Входа, аллея
- Проломная Застава, площадь
- Промышленная улица
- Промышленный проезд
- Пронская улица
- Просвещения, улица
- Просвирин переулок
- Просторная улица
- Протопоповский переулок
- Проточный переулок
- Профсоюзная улица
- Прохладная улица
- Проходчиков, улица
- Пруд-Ключики, улица
- Прудная 5-я улица
- Прудовая улица
- Прудовой проезд
- Прядильная 1-я улица
- Прядильная 2-я улица
- Прядильная 3-я улица
- Прямикова, улица
- Прямой переулок
- Прянишникова, улица

### Пс…-Пя…
- Псковская улица
- Пугачёвская 1-я улица
- Пугачёвская 2-я улица
- Пуговишников переулок
- Пудовкина, улица
- Пулковская улица
- Путевой проезд
- Путейская улица
- Путейский тупик
- Путилковское шоссе
- Пушечная улица
- Пушкарёв переулок
- Пушкинская набережная
- Пушкинская площадь
- Пыжёвский переулок
- Пырьева, улица
- Пыхов-Церковный проезд
- Пяловская улица
- Пятигорский 2-й проезд
- Пятницкая улица
- Пятницкий переулок
- Пятницкое шоссе
- Пятый проспект Новогиреева
- Пятьдесят лет Октября, улица

## Р

### Ра…-Ре…
- Рабочая улица (Таганский район)
- Рабочий 1-й переулок
- Рабфаковский переулок
- Радиальная 1-я улица
- Радиальная 2-я улица
- Радиальная 3-я улица
- Радиальная 5-я улица
- Радиальная 6-я улица
- Радиальная 8-я улица
- Радиальная 9-я улица
- Радиальная 10-я улица
- Радиальная 11-я улица
- Радиаторская 1-я улица
- Радиаторская 2-я улица
- Радиаторская 3-я улица
- Радио, улица (Басманный район)
- Радужная улица
- Раевского, улица
- Разгуляй, площадь
- Раздельная улица
- Ракетный бульвар
- Раменки, улица
- Раменский бульвар[17]
- Раневской, улица
- Расковой, переулок
- Расковой, площадь
- Расковой, улица
- Расплетина, улица
- Рассветная аллея
- Расторгуевский переулок
- Ратная улица
- Раушская набережная
- Раушский 1-й переулок
- Раушский 2-й переулок
- Рахмановский переулок
- Ращупкина, улица
- Резервный проезд
- Ремесленная улица
- Ремизова, улица
- Реутовская улица
- Речников, улица
- Речной проезд

### Ри…-Ро…
- Рижская площадь
- Рижский 1-й переулок
- Рижский проезд
- Римского-Корсакова, улица
- Роберта Фалька, улица
- Рогачёвский переулок
- Рогова, улица
- Рогожская Застава, площадь
- Рогожский Вал, улица
- Рогожский Посёлок, улица
- Родионовская улица
- Родниковая улица
- Родченко, улица
- Рождественка, улица
- Рождественская улица
- Рождественский бульвар
- Рожки, посёлок[37]
- Розанова, улица
- Розы Люксембург, улица
- Рокотова, улица
- Романов переулок
- Ромена Роллана, площадь
- Рославка, 1-я улица[15]
- Рославка, 2-я улица[15]
- Рословка, улица
- Россолимо, улица
- Россошанская улица
- Россошанский проезд
- Ростовская набережная
- Ростовский 2-й переулок
- Ростовский 4-й переулок
- Ростовский 6-й переулок
- Ростовский 7-й переулок
- Ростокинская улица
- Ростокинский проезд
- Ротерта, улица
- Рочдельская улица
- Рощинская 2-я улица
- Рощинская 3-я улица
- Рощинский 1-й проезд
- Рощинский 2-й проезд
- Рощинский 4-й проезд
- Рощинский 5-й проезд
- Рощинский 6-й проезд

### Ру…-Ря…
- Рубежный проезд
- Рублёво-Успенское шоссе
- Рублёвское шоссе (Москва)
- Рубцов переулок
- Рубцовская набережная
- Рубцовско-Дворцовая улица
- Руднёвка, улица
- Рудневой, улица
- Ружейный переулок
- Рузская улица
- Руновский переулок
- Русаковская набережная
- Русаковская улица
- Русанова проезд
- Руставели, улица
- Рыбинская 1-я улица
- Рыбинская 2-я улица
- Рыбинская 3-я улица
- Рыбинский переулок
- Рыбников переулок
- Рыбный переулок
- Рюмин переулок
- Рябиновая улица
- Ряжская улица
- Рязанский переулок
- Рязанский проезд
- Рязанский проспект

## С

### Са…
- Саввинская набережная
- Савёловская Линия, улица
- Савёловский проезд
- Савёловского Вокзала, площадь
- Савельева, улица
- Саврасова, улица
- Садовая-Каретная улица
- Садовая-Кудринская улица
- Садовая-Самотёчная улица
- Садовая Слобода, улица
- Садовая-Спасская улица
- Садовая-Сухаревская улица
- Садовая-Триумфальная улица
- Садовая-Черногрязская улица
- Садовники, улица
- Садовническая набережная
- Садовническая улица
- Садовнический переулок
- Садовнический проезд
- Садово-Крестьянская улица
- Садовый тупик
- Сайкина, улица
- Саломеи Нерис, улица
- Салтыковская улица
- Сальвадора Альенде, улица
- Саляма Адиля, улица
- Самаринская 2-я улица
- Самаринская улица
- Самаркандский бульвар
- Самаркандский бульвар, 134А квартал[20]
- Самаркандский бульвар, 137А квартал[20]
- Самарская улица
- Самеда Вургуна, улица
- Самокатная улица
- Саморы Машела, улица
- Самотёчная площадь
- Самотёчная улица
- Самотёчный 1-й переулок
- Самотёчный 2-й переулок
- Самотёчный 3-й переулок
- Самотёчный 4-й переулок
- Санаторная аллея
- Сандуновский переулок
- Санникова, улица
- Сапёрный проезд
- Саранская улица
- Саратовская улица
- Саратовский 1-й проезд
- Саратовский 2-й проезд
- Саринский проезд
- Сафоновская улица
- Сахалинская улица
- Саянская улица

### Св…
- Свердлова, улица (район Косино-Ухтомский)
- Сверчков переулок
- Светланова, улица[3]
- Светлогорский проезд
- Светлый проезд
- Свободной России, площадь
- Свободный проспект
- Свободы, улица
- Святоозёрская улица
- Святослава Рихтера, улица[11]
- Святослава Фёдорова, улица

### Се…
- Севанская улица
- Севастопольская площадь
- Севастопольский проспект
- 1-я / 2-я / 3-я / 4-я / 5-я / 6-я / 7-я / 8-я / 9-я Северная линия[9]
- Северная улица
- Северный бульвар
- Северный проезд
- Северодвинская улица
- Северодонецкая 1-я улица[15]
- Северодонецкая 2-я улица[15]
- Северянинский проезд
- Седова, улица
- Седьмой проспект Новогиреева
- Селезнёвская улица
- Селивёрстов переулок
- Селигерская улица
- Сельскохозяйственная улица
- Сельскохозяйственный 1-й проезд
- Сельскохозяйственный 2-й проезд
- Семёнова-Тян-Шанского, улица
- Семёновская набережная
- Семёновская площадь
- Семёновский Вал, улица
- Семёновский переулок
- Семёновский проезд
- Семинарский тупик
- Сенатская площадь
- Сенежская улица
- Сенкевича, бульвар
- Серафимовича, улица
- Бондарчука Сергея, улица
- Сергея Капицы, улица[6]
- Сергея Макеева, улица
- Сергея Эйзенштейна, улица
- Сергия Радонежского, улица
- Серебрякова, проезд
- Серебряническая набережная
- Серебрянический переулок
- Серебряный переулок
- Серёгина, улица
- Сержантская улица
- Серова, улица
- Серпов переулок
- Серпуховская Застава, площадь
- Серпуховская площадь
- Серпуховский Вал, улица
- Серпуховский переулок
- Сеславинская улица
- Сестрорецкая 1-я улица
- Сестрорецкая 2-я улица
- Сестрорецкая 3-я улица
- Сетуньский 1-й проезд
- Сетуньский 2-й проезд
- Сетуньский 3-й проезд
- Сетуньский 4-й проезд
- Сеченовский переулок

### Си…-Ск…
- Сибирский проезд
- Сибиряковская улица
- Сивашская улица
- Сивцев Вражек, переулок
- Сивяков переулок
- Сигнальный проезд
- Силикатный 1-й проезд
- Силикатный 2-й проезд
- Силикатный 3-й проезд
- Симоновская набережная
- Симоновский Вал, улица
- Симоновский тупик
- Симферопольский бульвар
- Симферопольский проезд
- Симферопольское шоссе (Москва)[23]
- Синельниковская улица
- Синичкина 1-я улица
- Синичкина 2-я улица
- Синявинская улица
- Сиреневый бульвар
- Скаковая аллея
- Скаковая улица
- Скарятинский переулок
- Скатертный переулок
- Складочная улица
- Складочный тупик
- Скобелевская улица
- Сколковское шоссе
- Скорняжный переулок
- Скотопрогонная улица
- Скрябинский переулок
- Скульптора Мухиной, улица

### Сл…-Сн…
- Славского, улица
- Славы, площадь
- Славянская площадь
- Славянский бульвар
- Слепнёва, улица
- Слесарный переулок
- Слободской переулок
- Смирновская улица
- Смоктуновского, улица
- Смоленская набережная
- Смоленская площадь
- Смоленская-Сенная площадь
- Смоленская улица
- Смоленский 1-й переулок
- Смоленский 2-й переулок
- Смоленский 3-й переулок
- Смоленский бульвар
- Смольная улица
- Снайперская улица
- Снежная улица

### Со…
- Соболевский проезд
- Соборная площадь
- Советская улица (район Измайлово)
- Советская 2-я улица
- Советской Армии, улица
- Совхозная улица
- Совхозный переулок (район Косино-Ухтомский)
- Соймоновский проезд
- Соколиной Горы, 3-я улица
- Соколиной Горы, 5-я улица
- Соколиной Горы, 8-я улица
- Соколиной Горы, 9-я улица
- Соколиной Горы, 10-я улица
- Соколово-Мещерская улица
- Сокольническая 1-я улица
- Сокольническая 2-я улица
- Сокольническая 3-я улица
- Сокольническая 4-я улица
- Сокольническая 5-я улица
- Сокольническая Застава, площадь
- Сокольническая площадь
- Сокольническая Слободка, улица
- Сокольнический Вал, улица
- Сокольнический Павильонный проезд
- Сокольнический переулок
- Сокольнического Круга, проезд
- Солдатёнкова, бульвар
- Солдатская улица
- Солдатский переулок
- Солнечная улица (район Царицыно)
- Солнечногорская улица
- Солнечногорский проезд
- Солнцевский проспект
- Соловецких Юнг, площадь
- Соловьиная Роща, улица
- Соловьиный проезд
- Соломенной Сторожки, проезд
- Солянка, улица
- Солянский проезд
- Солянский тупик
- Сормовская улица
- Сормовский проезд
- Сорокин переулок
- Сорок Лет Октября, проспект
- Сосинская улица
- Сосинский проезд
- Сосновая аллея (Москва) (район Покровское-Стрешнёво)
- Сосновая улица
- Сосновка, посёлок[45]
- Софийская набережная
- Софьи Ковалевской, улица
- Сочинская улица
- Союзный проспект

### Сп…-Ср…
- Спартаковская площадь
- Спартаковская улица
- Спартаковский переулок
- Спасоналивковский 1-й переулок
- Спасоналивковский 2-й переулок
- Спасопесковская площадь
- Спасопесковский переулок
- Спасский тупик
- Сперанского, улица
- Спиридоновка, улица
- Спиридоньевский переулок
- Спортивная улица (район Бирюлёво Восточное)
- Спортивной Авиации, улица
- Спортивный проезд
- Средний 1-й, 2-й просек
- Средний Золоторожский переулок
- Средний Каретный переулок
- Средний Кисловский переулок
- Средний Кондратьевский переулок
- Средний Международный переулок
- Средний Наставнический переулок
- Средний Николопесковский переулок
- Средний Овчинниковский переулок
- Средний Тишинский переулок
- Средний Трёхгорный переулок
- Средняя Калитниковская улица
- Средняя Первомайская улица
- Средняя Переяславская улица
- Сретенка, улица
- Сретенские Ворота, площадь
- Сретенский бульвар
- Сретенский переулок
- Сретенский тупик

### Ст…
- Ставропольская улица
- Ставропольский проезд
- Сталеваров, улица
- Стандартная улица
- Станиславского, улица
- Станционная улица
- Старая Басманная улица
- Старая площадь
- Староалексеевская улица
- Старобалаклавская улица[3]
- Старобитцевская улица
- Староваганьковский переулок
- Староватутинский проезд
- Староволынская улица
- Старогавриковская улица
- Старокалужское шоссе
- Старокачаловская улица
- Старокаширское шоссе
- Старокирочный переулок
- Староконюшенный переулок
- Старокоптевский переулок
- Старокрымская улица
- Старомарковский проезд[9]
- Старомарьинское шоссе
- Староможайское шоссе
- Старомонетный переулок
- Старонародная улица
- Староникольская улица
- Старообрядческая улица
- Староорловская улица
- Старопанский переулок
- Старопетровский проезд
- Старопименовский переулок
- Старопокровский проезд[3]
- Старопотаповская улица
- Старосадский переулок
- Старослободская улица
- Старослободский переулок
- Староспасская улица
- Братьев Старостиных, улица
- Старофилинская улица
- Стартовая улица
- Старые Кузьминки, улица
- Старый Гай, улица
- Старый Зыковский проезд
- Старый Петровско-Разумовский проезд
- Старый Толмачёвский переулок
- Стасовой, улица
- Стахановская улица
- Стекольная 1-я улица
- Степана Супруна, улица
- Степана Эрьзи, улица
- Степана Шутова, улица
- Столетова, улица
- Столешников переулок
- Столовый переулок
- Столярный переулок
- Сторожевая улица
- Страстной бульвар
- Стратонавтов, проезд
- Страховская улица
- Стрелецкая улица
- Стрелецкий 1-й проезд
- Стрелецкий 2-й проезд
- Стрелецкий 3-й проезд
- Стрелецкий 4-й проезд
- Стрельбищенский переулок
- Стремянный переулок
- Строгановский проезд
- Строгинский бульвар
- Строгинское шоссе
- Строителей, улица
- Строителей БАМ, площадь
- Строительный проезд
- Стройковская улица
- Стройкомбината, проезд
- Стромынка, улица
- Стромынский переулок
- Студенецкий переулок
- Студенческая улица
- Студёный проезд
- Ступинская улица
- Ступинский проезд

### Су…-Сы…
- Суворовская площадь
- Суворовская улица
- Суворовский 1-й переулок
- Судакова, улица
- Судостроительная улица
- Суетина, улица
- Суздальская улица
- Суздальский проезд[17]
- Сумская улица
- Сумской проезд
- Сурикова, улица
- Сурский проезд
- Сусоколовское шоссе
- Сухонская улица
- Сущёвская улица
- Сущёвский Вал, улица
- Сущёвский тупик
- Сходненская улица
- Сходненский проезд
- Сходненский тупик
- Съезжинский переулок
- Сыромятническая набережная
- Сыромятнический 1-й переулок
- Сыромятнический 2-й переулок
- Сыромятнический 3-й переулок
- Сыромятнический 4-й переулок
- Сыромятнический проезд
- Сытинский переулок
- Сытинский тупик

## Т

### Та…-Тв…
- Таганрогская улица
- Таганская площадь
- Таганская улица
- Тагильская улица
- Таёжная улица
- Таймырская улица
- Тайнинская улица
- Талалихина, улица (Таганский район)
- Талалихина, улица (район Южное Бутово)
- Талдомская улица
- Таллинская улица
- Таманская улица
- Тамбовская улица
- Таможенный проезд
- Танковый проезд
- Тараса Шевченко, набережная
- Тарный проезд
- Тарусская улица
- Тарутинская улица
- Тарханская улица
- Татарская улица
- Татищева улица
- Татлина, улица
- Татьяны Макаровой, улица
- Ташкентская улица
- Ташкентский переулок
- Твардовского, улица
- Тверская Застава, площадь
- Тверская площадь
- Тверская улица
- Тверская-Ямская 1-я улица
- Тверская-Ямская 2-я улица
- Тверская-Ямская 3-я улица
- Тверская-Ямская 4-я улица
- Тверской бульвар
- Тверской проезд
- Тверской-Ямской 1-й переулок
- Тверской-Ямской 2-й переулок

### Те…-Тк…
- Театральная аллея
- Театральная площадь
- Театральный проезд
- Текстильщиков, 1-я улица
- Текстильщиков, 7-я улица
- Текстильщиков, 8-я улица
- Текстильщиков, 10-я улица
- Текстильщиков, 11-я улица
- Тенистый проезд
- Тепличный переулок
- Теплостанский проезд
- Тёплый Стан, улица
- Терехово, посёлок[46]
- Терёшково, улица
- Терлецкий проезд
- Тессинский переулок
- Тестовская улица
- Тетеринский переулок
- Технический переулок
- Тимирязевская улица
- Тимирязевский проезд
- Тимура Фрунзе, улица
- Тимуровская улица
- Типографская улица
- Титова, улица
- Титовский проезд
- Тихая улица
- Тихвинская улица
- Тихвинский 1-й тупик
- Тихвинский переулок
- Тихий тупик
- Тихомирова, улица
- Тихорецкий бульвар
- Тишинская площадь
- Ткацкая улица

### То…-Тю…
- Тобольский переулок
- Товарищеская улица
- Товарищеский переулок
- Токарная улица
- Токмаков переулок
- Толбухина, проезд
- Толбухина, улица
- Тополёвая аллея
- Торговая улица (Москва) (Южное Бутово)
- Транспортная улица (Москва)[23] (на границе с Люберцами?)
- Третий проспект Новогиреева
- Третье транспортное кольцо (ТТК)
- Третьего Интернационала, улица (район Косино-Ухтомский)
- Третьяковский проезд
- Трёхгорный Вал, улица
- Трёхпрудный переулок
- Трикотажный проезд
- Триумфальная площадь
- Трифоновская улица
- Трифоновский тупик
- Троекуровский проезд
- Троилинский переулок
- Троицкая улица
- Троицкий 1-й переулок
- Троицкий 2-й переулок
- Тропарёвская улица
- Троян Надежды
- Трофимова, улица
- Трубецкая улица
- Трубная площадь
- Трубная улица
- Трубниковский переулок
- Трудовая аллея
- Трудовая улица
- Тружеников, 1-й переулок
- Тружеников, 2-й переулок
- Тружеников, 3-й переулок
- Тульский 1-й переулок
- Тульский 2-й переулок
- Туманяна, площадь
- Тургенева, сквер[3]
- Тургеневская площадь
- Туристская улица
- Туркменский проезд
- Турчанинов переулок
- Тучковская улица
- Тушинская улица
- Тушинская площадь[19]
- Тушинский 1-й проезд
- Тушинский 2-й проезд
- Тушинский 3-й проезд
- Тысяча Восемьсот Двенадцатого года, улица
- Тысяча Девятьсот Пятого года, улица
- Тюльпанная улица
- Тюменская улица
- Тюменский проезд
- Тюрина, улица
- Тютчевская аллея
- Тюфелева Роща, улица

## У
- Уваровский переулок
- Угличская улица
- Угловой переулок
- Угрешская улица
- Угрешский 1-й проезд
- Угрешский 2-й проезд
- Угрешский 3-й проезд
- Удальцова, улица
- Удмуртская улица[9]
- Узкий переулок
- Узкое, посёлок[47]
- Украинский бульвар
- Уланский переулок
- Улофа Пальме, улица
- Университетская площадь
- Университетский проспект
- Упорный переулок
- Уральская улица
- Уржумская улица
- Усачёва улица
- Усачёвский переулок[17]
- Усиевича, улица
- Успенский переулок
- Уссурийская улица
- Устьинская набережная
- Устьинский проезд
- Уткина, улица
- Утренняя улица
- Ухтомская улица
- Ухтомский переулок
- Ухтомского Ополчения, улица
- Учебный переулок
- Учинская улица

## Ф

### Фа…
- Фабрициуса, улица
- Фабричная улица
- Фабричный проезд
- Фадеева, улица
- Факультетский переулок
- Фалеевский переулок
- Фармацевтический проезд

### Фе…
- Федеративный проспект
- Федоскинская улица
- Федосьино, улица
- Феодосийская улица
- Ферганская улица
- Ферганский проезд
- Ферсмана улица
- Фестивальная улица
- Фёдора Дубовицкого, улица[9]
- Фёдора Полетаева, улица
- Фёдора Черенкова, улица
- Фёдорова, улица

### Фи…
- Фигурный переулок
- Фиделя Кастро, площадь
- Физкультурный проезд
- Филёвская 2-я улица
- Филёвская 3-я улица
- Филёвская набережная
- Филёвский бульвар
- Филипповский переулок

### Фл…
- Флотская улица

### Фо…
- Фомичёвой, улица
- Фонвизина, улица
- Фортунатовская улица
- Фотиевой, улица

### Фр…
- Фрезерная 1-я улица
- Фрезерная 2-я улица
- Фрезер, проезд
- Фрезер, шоссе
- Фридриха Энгельса, улица
- Фролов переулок
- Фруктовая улица
- Фрунзенская 1-я улица
- Фрунзенская 2-я улица
- Фрунзенская 3-я улица
- Фрунзенская набережная
- Фрязевская улица

### Фу…
- Фуркасовский переулок
- Фурманный переулок

## Х

### Ха…-Хл…
- Хабаровская улица
- Хавская улица
- Халтуринская улица
- Халтуринский проезд
- Хамовнический Вал, улица
- Хапиловская 2-я улица
- Хапиловский проезд
- Харьковская улица
- Харьковский проезд
- Хачатуряна, улица
- Хвалынский бульвар
- Хвостов 1-й переулок
- Хвостов 2-й переулок
- Херсонская улица
- Хибинский проезд
- Хилков переулок
- Химкинский бульвар
- Хитровский переулок
- Хлебников переулок
- Хлебный переулок
- Хлебобулочный проезд
- Хлебозаводский проезд
- Хлобыстова, улица
- Хлыновский тупик

### Хо…-Ху…
- Хованская улица
- Ходынская улица
- Ходынский бульвар
- Ходынский 1-й проезд[17]
- Ходынский 2-й проезд[17]
- Ходынский 3-й проезд[17]
- Ходынский 4-й проезд[17]
- Хозяйственный проезд
- Холмогорская улица
- Холодильный переулок
- Хользунова, переулок
- Хомутовский тупик
- Хордовый проезд
- Хоромный тупик
- Хорошёвская 3-я улица
- Хорошёвский 1-й проезд
- Хорошёвский 2-й проезд
- Хорошёвский 3-й проезд
- Хорошёвский тупик
- 1-я / 2-я / 3-я / 4-я линия Хорошёвского Серебряного Бора
- Хорошёвского Серебряного Бора Центральный проезд
- Хорошёвское шоссе
- Хотьковская улица
- Хохловская площадь
- Хохловский переулок
- Хо Ши Мина, площадь
- Хромова, улица
- Хрустальный переулок
- Хрущёвский переулок
- Хуторская 1-я улица
- Хуторская 2-я улица
- Хуторской 1-й переулок
- Хуторской 2-й переулок
- Хуторской 3-й переулок
- Хуторской 4-й переулок

## Ц
- Цандера, улица
- Цариков переулок
- Цветной бульвар
- Цветочный проезд
- Цезаря Куникова, площадь
- Центральная аллея
- Центральная улица (район Митино)
- Центросоюзный переулок
- Церковная Горка, улица
- Цимлянская улица
- Циолковского, улица
- Цюрупы, улица

## Ч

### Ча…-Чё…
- Чавеса, улица[19]
- Чагинская улица
- Чапаевский переулок
- Чаплыгина, улица
- Часовая улица
- Чаянова, улица
- Чебоксарская улица
- Челобитьевское шоссе
- Челюскинская улица
- Челябинская улица
- Черёмушкинский проезд
- Черепановых, проезд
- Черепковская 3-я улица
- Череповецкая улица
- Черкизовская 3-я улица
- Чермянская улица
- Чермянский проезд
- Черневская улица
- Черниговский переулок
- Черницынский проезд
- Черногрязская 2-я улица
- Черноморский бульвар
- Чернышевского, переулок
- Черняховского, улица
- Черского, проезд
- Чертановская улица
- Чертольский переулок
- Чесменская улица
- Четырёхдомный переулок
- Чечёрский проезд
- Чечулина, улица
- Чешихинский проезд
- Чёрное Озеро, улица (район Косино-Ухтомский)

### Чи…-Чу…
- Чистова, улица
- Чистопольская улица
- Чистопрудный бульвар
- Чистый переулок
- Чичерина, улица
- Чкалова, улица (район Лианозово)
- Чкаловский бульвар
- Чоботовская 1-я аллея
- Чоботовская 2-я аллея
- Чоботовская 3-я аллея
- Чоботовская 4-я аллея
- Чоботовская 5-я аллея
- Чоботовская 6-я аллея
- Чоботовская 7-я аллея
- Чоботовская 8-я аллея
- Чоботовская 9-я аллея
- Чоботовская 10-я аллея
- Чоботовская 11-я аллея
- Чоботовская улица
- Чоботовский проезд
- Чонгарский бульвар
- Чугунные Ворота, улица
- Чукотский проезд
- Чуксин тупик
- Чурилиха, улица
- Чусовская улица

## Ш
- Шаболовка, улица
- Шарикоподшипниковская улица
- Шарля де Голля, площадь
- Шатурская улица
- Шведский тупик
- Шверника, улица
- Шебашёвский переулок
- Шебашёвский проезд
- Шелапутинский переулок
- Шелепихи, 1-я улица
- Шелепихинская набережная
- Шелепихинский тупик
- Шелепихинское шоссе
- Шелихова, проезд
- Шенкурский проезд
- Шеногина, улица
- Шепелюгинская улица
- Шепелюгинский переулок
- Шереметьевская улица
- Шестидесятилетия Октября, проспект
- Шестидесятилетия СССР, площадь
- Шестой проспект Новогиреева
- Шибаевский 1-й переулок
- Шипиловская улица
- Шипиловский проезд
- Широкая улица
- Широкий проезд
- Ширшова, улица
- Ширяевский 2-й переулок
- Шитова, набережная
- Шишкина, улица
- Школьная улица (район Косино-Ухтомский)
- Школьная улица (Таганский район)
- Шкулёва, улица
- Шломина, проезд
- Шлюзовая набережная
- Шлюзы, посёлок[48]
- Шмелёва, сквер[26]
- Шмидта, улица
- Шмитовский проезд
- Шокальского проезд
- Шолохова, улица
- Шоссейная улица (район Печатники)
- Шоссейный проезд[3]
- Штатная улица
- Штатная Горка, улица
- Штурвальная улица
- Шубинский переулок
- Шувалова, улица
- Шумилова, улица
- Шумкина, улица
- Шухова, улица
- Шушенская улица

## Щ
- Щёлковский проезд
- Щёлковское шоссе
- Щемиловский 1-й переулок
- Щемиловский 2-й переулок
- Щепкина, улица
- Щербаковская улица
- Щербинская улица
- Щетининский переулок
- Щибровская улица
- Щипковский 1-й переулок
- Щипковский 2-й переулок
- Щипковский 4-й переулок
- Щипок, улица
- Щорса, улица
- Щукинская улица
- Щукинский 3-й проезд

## Э
- Элеваторная улица
- Элеваторный переулок
- Электрический переулок
- Электродная улица
- Электродный переулок
- Электродный проезд
- Электрозаводская улица
- Электрозаводский 1-й переулок
- Электрозаводский 2-й переулок
- Электролитный проезд
- Эльдара Рязанова, улица
- Эльдорадовский переулок
- Энергетическая улица
- Энергетический проезд
- Энтузиастов, 1-я улица
- Энтузиастов, 2-я улица
- Энтузиастов, бульвар
- Энтузиастов, проезд
- Энтузиастов, шоссе
- Эрнста Тельмана, площадь

## Ю
- 37-й квартал Юго-Запада[20]
- 38-й квартал Юго-Запада[20]
- Югорский проезд
- Южнобутовская улица
- Южнопортовая улица
- Южнопортовый 1-й проезд
- Южнопортовый 2-й проезд
- Южный проезд
- Юлиана Семёнова, улица[7]
- Юлиуса Фучика, улица
- Юннатов, улица
- Улица Юности (район Вешняки)
- Юных Ленинцев, улица
- Юрия Никулина, улица
- Юрловский проезд
- Юровская улица
- Юрьевская улица
- Юрьевский переулок

## Я

### Яб…-Яз…
- Яблонный переулок
- Яблочкова, улица
- Ягодная улица
- Языковский переулок

### Як…
- Якиманская набережная
- Якиманский переулок
- Якиманский проезд
- Яковоапостольский переулок
- Якорная улица
- Якушкина, проезд

### Ял…
- Ялтинская улица

### Ям…
- Ямская 1-я улица
- Ямская 2-я улица
- Ямского Поля, 1-я улица
- Ямского Поля, 3-я улица
- Ямского Поля, 5-я улица

### Ян…
- Яна Райниса, бульвар
- Янтарный проезд
- Янковского, улица

### Яр…
- Ярославская улица
- Ярославское шоссе
- Ярцевская улица

### Яс…-Ях…
- Ясеневая улица
- Ясногорская улица
- Яснополянская улица
- Ясный проезд
- Яузская аллея
- Яузская улица
- Яузская плотина, мост[19]
- Яузские Ворота, площадь
- Яузский бульвар
- Яхромская улица
- Яхромский проезд

## Отдельные списки

### Зеленоградский административный округ

#### город Зеленоград
- Академика Валиева, улица
- Алабушевская улица
- Александровка, улица
- Андреевка, улица
- Берёзовая аллея (Зеленоград)
- Болдов ручей, улица
- Вишнёвая улица (Зеленоград)[15]
- Вторая Пятилетка, улица
- Генерала Алексеева, проспект
- Георгиевский проспект[3]
- Гоголя, улица
- Дачная улица (Малино)[15]
- Дмитрия Разумовского, улица
- Железнодорожная улица (Малино)[15]
- Заводская улица (Зеленоград)
- Заводская улица (Малино)
- Заводской переулок
- Заводской тупик
- Западный 2-й проезд
- Заречная улица (Зеленоград)
- Зелёная улица
- Калинина, улица
- Каменка, улица
- Каштановая аллея
- Колумба, площадь
- Колхозная улица[15]
- Комсомольская улица[15]
- Конструктора Гуськова, улица[3]
- Крупской, улица
- Крюковская площадь
- Крюковская эстакада[49]
- Кутузова, переулок
- Кутузово, деревня
- Ленина, улица
- Ленинградское шоссе
- Лесная улица (Крюково)[15]
- Лесная улица (Малино)
- 2-я Лесная, улица[15]
- Лесные Пруды, аллея
- Лётчика Полагушина, улица
- Лётчицы Тарасовой, улица[3]
- Логвиненко, улица
- Малинская улица
- Медведковская улица
- Михайловка, улица
- Московский проспект (Зеленоград)
- Назарьево, посёлок
- Николая Злобина, улица
- Никольский проезд
- Новая улица
- Новокрюковская улица
- Новомалино, улица
- Овражная улица
- Озёрная аллея
- Октябрьская улица[15]
- Улица Панфилова (Зеленоград)
- Панфиловский проспект
- Первого мая, улица
- Первомайская улица (Малино)
- Полевая улица (Зеленоград)[15]
- Привокзальная площадь
- Пролетарская улица[15]
- Прудная улица (Малино)
- Прудный переулок
- Пять тысяч двести пятьдесят третий проезд
- Рабочая улица
- Радио, улица
- Радиоцентр, улица[15]
- Ровная улица (Малино)
- Рожки, посёлок
- Савёлкинский проезд
- Садовая улица[15]
- Садовая улица
- Середниковская улица[3]
- Советская улица (Зеленоград)
- Солнечная улица[15]
- Сосновая аллея (Зеленоград)
- Старокрюковский проезд
- Филаретовская улица
- Фирсановское шоссе
- Центральная площадь[15]
- Центральный проспект
- ЦНИИМОД, улица
- ЦНИИМЭ, улица
- Чернышевского, улица[15]
- Четыре тысячи восемьсот первый проезд
- Четыре тысячи восемьсот седьмой проезд
- Четыре тысячи девятьсот двадцать второй проезд
- Четыре тысячи девятьсот двадцать первый проезд
- Четыреста семьдесят четвёртый проезд
- Школьная улица (Крюково)
- Школьная улица (Малино)
- Шокина, площадь
- Щербакова, улица
- Юности, площадь
- Улица Юности (Зеленоград)
- Яблоневая аллея

### Восточный административный округ

#### район (муниципальный округ) Восточный
- Главная улица
- Девятого Мая, улица
- Западная улица
- Хвойная улица

##### посёлокАкулово
- Луговая улица

### Западный административный округ

#### район (муниципальный округ) Внуково
- Аэрофлотская улица
- Базовая улица
- Большая Внуковская улица
- Боровское шоссе
- Взлётная улица
- Винтовая улица
- 1-я Внуковская улица
- 2-я Внуковская улица
- 3-я Внуковская улица
- 4-я Внуковская улица
- 5-я Внуковская улица
- Внуковское шоссе
- Войсковая улица
- Вокзальная площадь
- Восьмого Марта, улица (район Внуково)
- Дальняя улица
- Десантная улица
- Дивизионная улица
- Заветная улица
- Заводское шоссе
- Изваринская улица
- Интернациональная улица
- Карьерная улица
- Листопадная улица
- Луговая улица (посёлок Внуково)
- Моторная улица
- Насосная улица
- Октябрьская улица (посёлок Внуково)
- Пилотская улица
- Писательская улица[15]
- Плотинная улица
- Радарная улица
- Рассказовская улица
- Рейсовая 1-я улица
- Рейсовая 2-я улица
- Рейсовая 3-я улица
- Связистов, улица
- Советская улица (посёлок Внуково)
- Спортивная улица
- Центральная улица (посёлок Внуково)
- Штурманская улица

##### деревня Толстопальцево
- Зелёный переулок
- Полевой переулок
- Советская улица
- Центральная улица

##### посёлок Толстопальцево
- Вишнёвая улица
- Ворошилова, улица
- Дружбы, улица
- Железнодорожная улица
- Ленина, улица
- Лесная улица
- Лесной тупик
- Луговая улица
- Майская улица
- Малиновая улица
- Маяковского, улица
- Мира, улица
- Московская улица
- Октябрьская улица
- Осипенко, улица
- Первомайская улица
- Пионерская улица
- Полевая улица
- Пушкина, улица
- Тупиковая улица
- Центральная улица
- Чапаева, улица
- Чехова, улица
- Чкалова, улица

#### район (муниципальный округ) Кунцево
- Рублёво-Архангельское
- Конезавод, ВТБ

##### посёлок Рублёво
- Василия Ботылёва, улица
- Москворецкая улица (посёлок Рублёво)
- Набережная улица (посёлок Рублёво)
- Новолучанская улица
- Новорублёвская улица
- Новорублёвская 2-я улица
- Обводное шоссе
- Рублёвская улица
- Рублёвское шоссе
- Советская улица (посёлок Рублёво)
- Старолучанская улица

##### деревня Мякинино
- Мякининская 1-я улица
- Мякининская 2-я улица
- Мякининская 3-я улица
- Мякининская 4-я улица
- Мякининская 5-я улица

#### Можайский район (Западный административный округ)

##### инновационный центр Сколково
- Адама Смита, улица
- Александра Попова, улица
- Алессандро Вольта, улица
- Большой бульвар
- Блеза Паскаля, улица
- Вильгельма Рентгена, улица
- Джеймса Максвелла, улица
- Зворыкина, улица
- Кулибина, улица
- Луговая улица
- Малевича, улица
- Николы Теслы, улица
- Нобеля, улица
- Сикорского, улица
- Эйнштейна, улица

### Юго-Восточный административный округ

#### район (муниципальный округ) Некрасовка
- Защитников Москвы, проспект

##### посёлок Некрасовка
- 1-я Вольская улица
- 2-я Вольская улица
- маршала Ерёменко, улица
- Некрасовская улица

##### Люберецкие Поля
- Вертолётчиков, улица
- Лавриненко, улица
- Липчанского, улица
- Льва Яшина, улица
- Маресьева, улица
- Недорубова, улица
- Покровская улица
- Рождественская улица
- Сочинская улица
- Ухтомского Ополчения, улица

### Новомосковский административный округ

#### поселение Внуковское
- Авиаконструктора Петлякова, улица
- Андрея Тарковского, бульвар
- Анны Ахматовой, улица
- Арсения Тарковского, улица
- Берёзовая улица
- Берёзовая аллея
- Богдана Хмельницкого, улица
- Бориса Пастернака, улица
- Боровская улица
- 2-я Боровская улица
- 4-я Боровская улица
- 6-я Боровская улица
- 7-я Боровская улица
- Боровский тупик
- Боровское шоссе
- Булата Окуджавы, улица
- Вишневского, улица
- Внуковское шоссе
- Гаражный переулок
- Герцена, улица
- Гоголя, улица (посёлок Абабурово)
- Гоголя, улица (посёлок ДСК «Мичуринец»)
- Горького, улица
- Григория Александрова, улица
- Гусева, улица
- Дачная улица
- Дачный проезд
- Довженко, улица
- Дубрава, улица
- Железнодорожная улица (посёлок ДСК «Мичуринец»)
- Железнодорожная улица (посёлок станции Внуково)
- Зелёная улица (посёлок Внуково)
- Зелёный тупик
- Игоря Ильинского, улица
- Ильинская улица
- Изваринская школа, улица
- Исаака Дунаевского, улица
- Карла Маркса, улица
- Киевская улица (деревня Внуково)
- Киевская улица (посёлок Внуково)
- Кольцевая улица
- Корнея Чуковского, улица
- Лебедева-Кумача, улица
- Ленина, улица (посёлок ДСК «Мичуринец»)
- Ленина, улица (посёлок Минвнешторга)
- Леонида Утёсова, улица
- Лермонтова, улица
- Лесная улица (посёлок Минвнешторга)
- 1-й Лесной переулок
- 2-й Лесной переулок
- Лесной проезд
- Лётчика Грицевца, улица
- Лётчика Новожилова, улица
- Лётчика Ульянина, улица
- Литературный проезд
- Ломоносова, улица
- Любови Орловой, улица
- Майская улица
- Маяковского, улица
- Минская улица
- Мира, улица
- Некрасова, улица
- Новая улица
- Новоизваринская улица
- 1-я Новоизваринская улица
- 2-я Новоизваринская улица
- 3-я Новоизваринская улица
- 4-я Новоизваринская улица
- Октябрьская улица
- Омская улица
- Первомайская улица
- Писательские Дачи, улица
- Писательский проезд
- Погодина, улица
- Полевая улица
- Проектируемый проезд № 6572
- Пушкина, улица
- Роберта Рождественского, улица
- Садовая улица
- Самуила Маршака, улица
- Санаторная улица
- Серафимовича, улица
- Сказочная улица
- 1-я Сосновая улица
- 2-я Сосновая улица
- 3-я Сосновая улица
- 4-я Сосновая улица
- Тренёва, улица
- Трудовой переулок
- Чапаева, улица
- Чехова, улица
- Шоссейная улица
- Шоссейный тупик
- Энгельса, улица

#### поселение Воскресенское
- Адмирала Угрюмова, улица
- Береговая улица
- Верхняя улица
- Весенняя улица (деревня Городище)
- Весенняя улица (деревня Ямонтово)
- Вишнёвая улица
- Восточная улица
- Дорожная улица
- Западная улица
- Звёздная улица
- Зелёная улица (деревня Ямантово)
- Изумрудная улица
- Калужское шоссе
- Каменка, улица
- Кронбургская улица
- Кустодиева, улица
- Лазоревая улица
- Ландышевая улица
- Лесная улица (деревня Ямантово)
- Луговая улица
- Лунная улица
- Майская улица
- Медовая улица
- Набережная улица
- Надымский проезд
- Нижняя улица
- Новая улица
- Новоархангельская улица
- Обводная Дорога, улица
- Полевая улица (деревня Городище)
- Полевая улица (деревня Лаптево)
- Полевая улица (деревня Расторопово)
- Раздольная улица
- Растороповская улица
- Речная улица (деревня Лаптево)
- Речная улица (деревня Расторопово)
- Рябиновая улица
- Садовая улица (деревня Городище)
- Садовая улица (деревня Расторопово)
- Садовая улица (деревня Ямонтово)
- Северный переулок
- Сиреневая улица (деревня Лаптево)
- Солнечная улица
- Строителей, улица
- Тюменский проезд
- Угловая улица
- Учительская улица
- Цветочная улица
- Центральная улица (деревня Городище)
- Центральная улица (деревня Лаптево)
- Южная улица
- Юрьев Сад, улица
- Ягодная улица
- Ямская улица
- Ясная улица

#### поселение Десёновское
- Административная улица
- Армейская улица
- Ватутинки Старые, улица
- 1-я Ватутинская улица
- 2-я Ватутинская улица
- 3-я Ватутинская улица
- 4-я Ватутинская улица
- Ватутинские Пруды, улица
- Генерала Милорадовича, улица
- Генерала Пилипенко, улица
- Гимнастическая улица
- Гренадерская улица
- Дачная улица
- Дизайнерский бульвар
- Дмитрия Кабалевского, улица
- Дмитрия Рябинкина, улица
- Драгунская улица
- Евсеевская улица
- Екатерининский Привал, улица
- Заречная улица
- Кавалерийская улица
- Калужское шоссе
- Кварцевая улица
- Кедровая улица
- Кирасирская улица
- Киселёвская улица
- Кольцевая улица
- Космическая улица
- Кувекинская улица
- Лесная улица (деревня Яковлево)
- Лесной проезд
- Луговая улица
- Мирная улица
- Московская улица
- Мостовая улица
- Набережная улица
- 1-я Нововатутинская улица
- 2-я Нововатутинская улица
- 3-я Нововатутинская улица
- 4-я Нововатутинская улица
- 5-я Нововатутинская улица
- 6-я Нововатутинская улица
- Нововатутинский проспект
- Облепиховая улица
- Озёрная улица
- Озёрный переулок
- Парковая улица
- Плёсенка, улица
- Победы, улица
- Подлесная улица
- Полевая улица
- Речная улица (деревня Десна)
- Рябиновая улица (деревня Десна)
- Рябиновая улица (деревня Пенино)
- Садовая улица
- Садовый переулок
- Светлая улица
- Славского проспект (бывшее Новотроицкое шоссе)
- Строительная улица
- Футбольная улица
- Центральная улица
- Чароитовая улица
- Широкая улица
- Школьная улица
- Юпитерская улица
- Яблоневая улица
- Яковлевская улица

#### поселение Кокошкино
- Абрикосовая улица
- Августовская улица
- Аэростатная улица
- Виноградная улица
- Вишнёвый проезд
- Гагарина, улица
- Газовиков, улица
- Гладкова, улица
- Гоголя, улица
- Горького, улица
- Дачная улица
- Декабрьская улица
- Дзержинского, улица
- 1-й Дорожный проезд
- 2-й Дорожный проезд
- 3-й Дорожный проезд
- 4-й Дорожный проезд
- Железнодорожная улица
- Зайцевское шоссе
- Заречная улица (хутор Брехово)
- Заречная улица (дачный посёлок Кокошкино)
- Зелёная улица (дачный посёлок Кокошкино)
- Июльская улица
- Июньская улица
- Калинина, улица
- Кирова, улица
- Кольцевая улица
- Красноармейская улица
- Ленина, улица
- Лесная улица (дачный посёлок Кокошкино)
- Линейный проезд
- Луговая улица
- Майская улица
- Маковая улица
- Маяковского, улица
- Минская улица
- Молодёжная улица
- Московская улица
- Набережная улица
- 1-й Набережный тупик
- 2-й Набережный тупик
- 3-й Набережный тупик
- Николая Носова, улица
- Ноябрьская улица
- Озёрная улица
- Октябрьская улица
- 1-я Октябрьская улица
- 2-я Октябрьская улица
- Октябрьский проезд
- Орджоникидзе, улица
- Первомайская улица
- Полевая улица
- Помидорная улица
- Приполярная улица
- Пушкина, улица
- Реки Незнайки, набережная
- Садовая улица
- Северная улица
- Северный переулок
- 1-й Северный переулок
- 2-й Северный переулок
- 3-й Северный переулок
- 4-й Северный переулок
- 5-й Северный переулок
- Сентябрьская улица
- 1-й Сентябрьский переулок
- 2-й Сентябрьский переулок
- 3-й Сентябрьский переулок
- 4-й Сентябрьский переулок
- СНТ Химик-1, улица
- Советская улица
- Спортивная улица
- Средний проезд
- Стожарова, улица
- Строителей, улица
- Сурикова, улица
- Труда, улица
- Уренгойская улица
- Учительская улица
- Учительский проезд
- Фрунзе, улица
- Центральная улица
- 1-я Центральная улица
- 2-я Центральная улица
- Широкая улица
- Школьная улица
- Южная улица
- Ямальская улица
- Январская улица

#### поселение Марушкинское
- 9 мая, улица
- Агрохимическая улица
- 1-я Апрельская улица
- 2-я Апрельская улица
- 3-я Апрельская улица
- 4-я Апрельская улица
- 5-я Апрельская улица
- Берёзовая улица (деревня Акиньшино)
- Берёзовая улица (деревня Власово)
- Берёзовая аллея
- Болотникова, улица
- Боровское шоссе
- Весенняя улица
- Ветеранов Победы, улица
- Взлётная улица
- Вишнёвая улица (деревня Крекшино)
- Вишнёвая улица (деревня Марушкино)
- Гагарина, улица
- Горная улица
- Гренадеры, улица
- Грушёвая улица
- Дачная улица
- Дорожная улица (деревня Большое Покровское)
- Дорожная улица (посёлок совхоза Крекшино)
- Дорожная улица (посёлок станции Крекшино)
- Европейская улица
- Емельяна Пугачёва, улица
- Жасминовая улица
- 1-я Железнодорожная улица
- 2-я Железнодорожная улица
- 1-я Заводская улица
- 2-я Заводская улица
- Запрудная улица
- Заречная улица
- Земляничная улица
- ИЖС Тари, улица
- Калиновая улица
- Кантемировская улица
- Карьерная улица
- Киевская улица
- Киевское шоссе 32 км, улица
- Киевское шоссе 34 км, улица
- Киевское шоссе 39 км, улица
- Кленовая улица
- Клубничная улица
- Космическая улица
- Красные горки, улица
- Крестьянская улица
- Лесная улица (деревня Акиньшино)
- Лесная улица (деревня Большое Покровское)
- Лесная улица (деревня Власово)
- Лесная улица (деревня Крекшино)
- Лесная улица (посёлок совхоза Крекшино)
- Лесной переулок
- 1-й Лесной переулок
- 2-й Лесной переулок
- Летняя улица
- Липовая Аллея, улица
- Луговая улица (деревня Акиньшино)
- Луговая улица (деревня Власово)
- Луговая улица (деревня Марушкино)
- Луговая улица (деревня Постниково)
- Майская улица
- Мирная улица
- Молодёжная улица (деревня Большое Покровское)
- Молодёжная улица (деревня Марушкино)
- Московская улица
- Нарская улица
- Нижняя Поляна, улица
- Новая улица
- Овражная улица (деревня Большое Свинорье)
- Овражная улица (деревня Власово)
- Овражная улица (посёлок совхоза Крекшино)
- Огородная улица
- Огородный переулок
- Озёрная улица
- Октябрьская улица (деревня Большое Покровское)
- Октябрьская улица (деревня Крекшино)
- Октябрьская улица (деревня Марушкино)
- Осенняя улица
- Парковая улица (деревня Крекшино)
- Парковая улица (деревня Марушкино)
- Перспективная улица
- Победы, улица
- Покрово, улица
- Полевая улица (деревня Большое Свинорье)
- Полевая улица (деревня Марушкино)
- Полевая улица (деревня Постниково)
- Полевой переулок
- Придорожная улица
- Приозёрная улица
- Рабочая улица
- Республиканская улица
- Республиканский переулок
- Речная улица (деревня Акиньшино)
- Речная улица (деревня Марушкино)
- Рябиновая улица (деревня Власово)
- Рябиновая улица (деревня Крекшино)
- Рябиновая улица (деревня Марушкино)
- Садовая улица (деревня Власово)
- Садовая улица (деревня Крекшино)
- Садовая улица (деревня Марушкино)
- Садовый переулок
- Санино, хутор
- Свободы, улица
- Северная улица
- 1-я Северная улица
- 2-я Северная улица
- 3-я Северная улица
- Сентябрьская улица (посёлок Красные Горки)
- Сентябрьская улица (деревня Марушкино)
- Сиреневая улица (деревня Марушкино)
- Славы, улица
- СНТ Вега, улица
- СНТ Стрелец, улица
- Советская улица
- Солнечная улица (деревня Власово)
- Солнечная улица (деревня Крекшино)
- Солнечная улица (деревня Марушкино)
- Солнечный бульвар
- Соловьиная улица (деревня Акиньшино)
- Сосновая улица (деревня Акиньшино)
- Сосновая улица (деревня Анкудиново)
- Спортивная улица (деревня Крекшино)
- Спортивная улица (деревня Марушкино)
- Станционная улица
- Степана Разина, улица
- Строителей, улица (деревня Власово)
- Строителей, улица (деревня Марушкино)
- Тополиная улица (деревня Власово)
- Тополиная улица (деревня Крекшино)
- Тополиная улица (посёлок совхоза Крекшино)
- Тупиковая улица
- Февральская улица
- Фермерская улица
- Фрунзе, улица
- Цветочная улица (деревня Акиньшино)
- Цветочная улица (деревня Марушкино)
- Центральная улица (деревня Власово)
- Центральная улица (деревня Крекшино)
- Центральная улица (деревня Марушкино)
- Центральный проезд
- Чапаева, улица
- Черничная улица
- Черничный проезд
- Школьная улица (деревня Крекшино)
- Школьная улица (деревня Марушкино)
- Шоссейная улица
- Юбилейная улица
- Южная улица (посёлок совхоза Крекшино)
- Южная улица (деревня Марушкино)
- Яблоневая улица
- Январская улица (деревня Власово)
- Январская улица (деревня Шарапово)
- 1-я Январская улица
- 2-я Январская улица
- 3-я Январская улица
- 4-я Январская улица

#### поселение Московский
- 1-й микрорайон
- 3-й микрорайон
- Адмирала Корнилова, улица
- Андрея Щелкалова, улица
- Атласова, улица
- Бианки, улица
- Верхняя улица (деревня Мешково)
- Верхняя улица (деревня Румянцево)
- Георгиевская улица
- Диккенса, улица
- Инженера Балинского, улица
- Инженера Кнорре, улица
- Картмазовская улица
- Киевская улица
- Киевское шоссе
- Киплинга, улица
- Красулинская улица
- Лаптева, улица
- Лесная улица (деревня Говорово)
- Лесная улица (деревня Картмазово)
- Маяковского, улица
- МКАД 45 км
- МКАД 46 км
- МКАД 47 км
- Москвитина, улица
- Московская улица (деревня Картмазово)
- Московская улица (город Московский)
- Московская улица (деревня Саларьево)
- Некрасова, улица
- Никитина, улица
- 1-я Новая улица
- 2-я Новая улица
- Передельцевская улица
- Петра Непорожнего, улица
- Полевая улица
- Прудная улица
- Радужная улица
- Радужный проезд
- Родниковая улица (деревня Мешково)
- Рябиновая улица
- Саларьевская улица
- Саларьевский проезд
- Саларьевский Спуск, улица
- Садовая улица
- Солнечная улица (деревня Говорово)
- Солнечная улица (город Московский)
- Сосновая улица
- Сурожский переулок
- Татьянин Парк, улица
- Тимановский проезд
- Тихоновская улица
- Трёхполье, улица
- Филатов Луг, улица
- Хабарова, улица
- Хутор, улица
- Центральная улица (деревня Говорово)
- Центральная улица (деревня Картмазово)
- Центральная улица (деревня Румянцево)
- Черчилля, улица
- Шекспира, улица

#### поселение «Мосрентген»
- Адмирала Корнилова, улица
- Академическая улица (деревня Дудкино)
- Балтийская улица (деревня Дудкино)
- Весенняя улица (деревня Дудкино)
- Героя России Соломатина, улица
- Дружбы, улица (деревня Дудкино)
- Институтский проезд
- Калужское шоссе
- Киевское шоссе
- Лазурная улица (деревня Дудкино)
- Лесная улица (деревня Дудкино)
- Листопадная улица (деревня Дудкино)
- МКАД 41 км
- МКАД 42 км
- МКАД 43 км
- МКАД 44 км
- Московская улица (деревня Дудкино)
- Музыкальный проезд
- 2-й Музыкальный проезд
- Проектируемый проезд № 133
- Проектируемый проезд № 134
- Проектируемый проезд № 139
- Расула Гамзатова, улица (деревня Дудкино)
- Садовая улица (деревня Дудкино)
- Светлая улица (деревня Дудкино)
- Северная улица (деревня Дудкино)
- Сиреневая улица (деревня Дудкино)
- Солнечная улица (деревня Дудкино)
- Спортивная улица (деревня Дудкино)
- Топольковая улица (деревня Дудкино)
- Чистопрудная улица (деревня Дудкино)
- Южная улица (деревня Дудкино)

#### поселение Рязановское
- Алхимовская улица
- Апраксинский переулок
- Баскаковская улица
- Весенняя улица (деревня Девятское)
- Вишнёвая улица
- Восточная улица
- Высокая улица
- Гореловская улица
- Деснинская улица
- Дорский Ручей, улица
- Еринское шоссе
- Западная улица
- Зеленовка, улица
- Зелёный проезд
- Ивановская улица
- Красовского, улица
- Лесная улица (деревня Ерино)
- Логинова, улица
- Луговая улица
- Любучанская улица
- Любучанский переулок
- Межпрудная улица
- Молодёжная улица
- Молодцевская улица
- Московская улица
- Нечаевская улица
- Ореховая улица
- Отрадная улица
- Подмосковная улица
- Подольская улица
- Полевая улица (деревня Алхимово)
- Полевая улица (деревня Девятское)
- Профсоюзная улица
- Прудная улица
- Рагово, улица
- Руденко, улица
- Русский Парнас, улица
- Рязановское шоссе
- Садовая улица
- Северная улица (деревня Ерино)
- Северная улица (деревня Мостовское)
- Симферопольское шоссе
- Сиреневая улица (деревня Алхимово)
- Слобода, улица
- Солнечная улица
- Сосновая улица
- Сырово Поле, улица
- Тепличная улица
- Троицкая улица
- Уточкина, улица
- Центральная улица (деревня Девятское)
- Центральная улица (деревня Ерино)
- Черёмушки, улица
- Шаврова, улица
- Школьная улица
- Южная улица
- Яворки, улица

#### поселение Сосенское
- Абрамяна, улица
- Адмирала Корнилова, улица
- Александры Монаховой, улица
- Барселонский проезд
- Барская Поляна, улица
- Бачурино-1, улица
- Бачурино-2, улица
- Бачуринская улица
- Берёзовая улица
- Блохина, улица
- Братьев Гранат, улица
- Буяльского, улица
- Быстролётова, улица
- Вартаняна, улица
- Василия Бутурлина, улица
- Василия Ощепкова, улица
- Веласкеса, бульвар
- Вербная улица (деревня Зименки)
- Гарсиа Лорки, улица
- Гауди, улица
- Геологов улица
- Грига Эдварда, улица
- Дали Сальвадора, улица
- Дачная улица
- Демихова, улица
- Дейча Разведчика, улица
- Дубовая Аллея, улица (деревня Зименки)
- Еловая улица (деревня Зименки)
- Илизарова, улица
- Испанский бульвар
- Земляничная улица (деревня Зименки)
- Земляничный проезд (деревня Зименки)
- Зименковская улица
- 1-й Зимёнковский переулок
- 2-й Зимёнковский переулок
- 3-й Зимёнковский переулок
- 4-й Зимёнковский переулок
- Калужское шоссе
- Карасёва улица
- Каштановая улица (деревня Сосенки)
- Кедровая улица (деревня Сосенки)
- Кленовый переулок (деревня Сосенки)
- Коммунарское шоссе
- Конторская аллея
- Красулинская улица
- Куприна, проспект
- Лазурная улица
- Лесная улица (деревня Зименки)
- Лесная улица (деревня Сосенки)
- 1-я улица Лесные Поляны
- 2-я улица Лесные Поляны
- 3-я улица Лесные Поляны
- 4-я улица Лесные Поляны
- Летово-2, улица
- Летовского Ополчения, улица
- Липовый Парк, улица
- Лобановский Лес, улица
- Лукоморье, улица
- Магеллана, проспект
- Малая Летовская улица
- Малиновая улица (деревня Зименки)
- Мечникова, бульвар
- МКАД 37 км
- МКАД 38 км
- МКАД 39 км
- МКАД 40 км
- Новомихайловское шоссе
- Новопрокшинский проезд
- Николо-Хованская улица
- Ольховая аллея
- Ольховая улица (деревня Сосенки)
- Ореховая улица (деревня Сосенки)
- Ореховый проезд (деревня Зименки)
- Пикассо, улица
- Поляны, улица
- Понизовье Большое, улица
- Понизовье Малое, улица
- Потаповская Роща, улица
- Проектируемый проезд № 133
- Проектируемый проезд № 134
- Проектируемый проезд № 941
- Прокшинский проспект
- Рябиновая улица (деревня Сосенки)
- Садовая улица (деревня Зименки)
- Садовая-Приречная улица (деревня Зименки)
- Севильский бульвар
- Сервантеса, улица
- Сиреневый тупик (деревня Зименки)
- Скандинавский бульвар
- Солнечная улица (деревня Зименки)
- Сосенский Стан, улица
- Сосновая улица (деревня Зименки)
- Сосновая улица (деревня Сосенки)
- Сосновый тупик (деревня Зименки)
- Спортивный проезд (деревня Зименки)
- Старателей улица
- Старопрокшинское шоссе
- Старосаврасовская улица
- Старые Сосенки, улица
- Тенистая улица (деревня Зименки)
- Тенистая улица (деревня Сосенки)
- ТСЖ Летово-3, улица
- Удачная улица
- Фета Афанасия, набережная
- Филатовский бульвар
- Филатовское шоссе
- Филимонковское шоссе
- Фитарёвская улица
- Черешневый тупик (деревня Зименки)
- Черничная улица (деревня Зименки)
- Шеппинга, переулок
- Шумакова, улица
- Юдинский бульвар
- Янссон Туве, площадь
- Ясная улица

#### поселение Филимонковское
- Анатолия Харлампиева, улица
- Берёзовая улица (деревня Бурцево)
- Берёзовая улица (посёлок Марьино)
- Братьев Бромлей, улица
- 1-я Валуевская улица (деревня Верхнее Валуево)
- 2-я Валуевская улица (деревня Верхнее Валуево)
- 3-я Валуевская улица (деревня Верхнее Валуево)
- 4-я Валуевская улица (деревня Верхнее Валуево)
- 5-я Валуевская улица (деревня Верхнее Валуево)
- Весенняя улица (деревня Пушкино)
- Генерала Максимчука, улица
- Генерала Трошева, улица
- Героя России Чернышёва, улица
- Живописная улица
- Заозёрная улица
- Заречная улица
- Зелёная улица
- Золотошвейная улица
- Киевское шоссе
- Князевладимирская улица
- Лесная улица (деревня Верхнее Валуево)
- Летняя улица (деревня Пушкино)
- Литвиновский переулок
- Луговая улица (деревня Верхнее Валуево)
- 1-я Майская улица (деревня Верхнее Валуево)
- 2-я Майская улица (деревня Верхнее Валуево)
- 3-я Майская улица (деревня Верхнее Валуево)
- 4-я Майская улица (деревня Верхнее Валуево)
- 5-я Майская улица (деревня Верхнее Валуево)
- Маршала Кутахова, улица
- Мешковский Лес, улица
- Новосередневский проспект
- Озёрная улица
- Осенняя улица (деревня Пушкино)
- Прудная улица
- Рабочая улица
- Ракитки, шоссе
- Речная улица
- Родниковая улица
- Садовая улица (деревня Верхнее Валуево)
- Садовый квартал, улица
- Светлый бульвар
- Северная улица
- Сиреневая улица
- СНТ Волна, улица
- Сосновая улица
- Спортивная улица (деревня Верхнее Валуево)
- Староселье, переулок
- Суворова, улица
- Усадебный Парк, улица
- Урожайная улица
- Филимонковская улица
- Центральная улица
- Школьная улица
- Южная улица
- Ясная улица

#### поселение (городской округ) Щербинка
- Авиаторов, улица
- Авиационная улица
- Барышевская улица
- 1-я Барышевская улица
- 2-я Барышевская улица
- 3-я Барышевская улица
- Барышевская Роща, улица
- Барыши, местечко
- Берёзовая улица
- Бутовский тупик
- Бутовское Кольцо, улица
- Быковская улица
- Варшавское шоссе
- Весенняя улица
- Вишнёвая улица
- Водопроводная улица
- Вокзальная улица
- Восточная улица
- Высотная улица
- Герцена, улица
- Гоголя, улица
- Громова, улица
- Дзержинского, улица
- Дорожная улица
- Железнодорожная улица
- Заводская улица
- Западная улица
- Зелёная улица
- Индустриальная улица
- Кирова, улица
- Колхозная улица
- Комсомольская улица
- Кооперативная улица
- Космонавтов, улица
- Котовского, улица
- Красная улица
- Красноармейская улица
- Кутузова, улица
- Лермонтова, улица
- Лесная улица
- Ломоносова, улица
- Луговая улица
- Люблинская улица
- Майская улица
- Маяковского, улица
- Мичурина, улица
- Молодёжная улица
- Московская улица
- Московский переулок
- Мостотреста, улица
- Набережная улица
- Новая улица
- Новостроевская улица
- Обводная Дорога, улица
- Овражная улица
- Октябрьская улица
- Олега Кошевого, улица
- Орджоникидзе, улица
- Остафьевская улица
- Остафьевское шоссе
- Парковая улица
- Партизанская улица
- Первомайская улица
- Пионерская улица
- Подольская улица
- Почтовая улица
- Пролетарская улица
- Прудовая улица
- Пушкинская улица
- Рабочая улица
- Радужная улица
- Речная улица
- Садовая улица
- Светлая улица
- Северная улица
- Симферопольская улица
- Симферопольское шоссе
- Сиреневая улица
- Советская улица
- Совхозная улица
- Сорок Лет Октября, улица
- Спортивная улица
- Стасова, улица
- Стасовой, улица
- Сыровская улица
- Театральная улица
- Тимирязева, улица
- Толбухина, улица
- Трудовая улица
- Флотская улица
- Цветочная улица
- 1-я Центральная улица
- 2-я Центральная улица
- Чайковского, улица
- Чапаева, улица
- Чехова, улица
- Чкалова, улица
- Школьная улица
- Щербинский проезд
- Энгельса, улица
- Юбилейная улица
- Южная улица
- Южный квартал

### Троицкий административный округ

#### поселение Вороновское
- Алёшинская Долина, улица
- Берёзовая улица
- Брестское шоссе
- Буквица, улица
- Варшавское шоссе
- Венёвская улица
- Весенняя улица (посёлок ЛМС)
- Весенняя улица (деревня Львово)
- Вишнёвый проезд
- Волонтёров, улица
- Вороновский Рубеж, улица
- Ворсинское шоссе
- Гуляевское шоссе
- Доноров, улица
- Дорожная улица (посёлок ЛМС)
- Дружбы, улица (посёлок ЛМС)
- Железнодорожная улица (деревня Львово)
- Западная улица
- Заречная улица
- Зелёная улица (посёлок ЛМС)
- Зинаевское шоссе
- Ивлевское шоссе
- Ивовая улица
- Калужское шоссе
- Каштановый переулок (посёлок ЛМС)
- Кленовая улица (посёлок ЛМС)
- Кленовая улица (деревня Семенково)
- Колчевская улица
- Крутовская улица (деревня Львово)
- Лесная улица (село Вороново)
- Лесная улица (посёлок ЛМС)
- Лесная улица (деревня Семенково)
- ЛМС, улица
- Лопасненское шоссе
- Луговая улица
- Милосердия, аллея
- Мирная улица
- Новая улица
- Новогромовский проезд (деревня Сахарово)
- Новогромовское шоссе
- Объездной проезд
- Окружная улица
- Осенняя улица
- Отрадная улица
- Полевая улица
- Поповский тупик (село Вороново)
- Придорожная улица
- Приозёрная улица
- Радости, улица
- Радужная улица
- Речная улица (деревня Безобразово)
- Рокадный проезд
- Рябиновая улица (посёлок ЛМС)
- Рябиновая улица (деревня Семенково)
- Садовая улица (деревня Безобразово)
- Садовая улица (посёлок ЛМС)
- Сахаровский проезд (деревня Сахарово)
- Светлая улица
- Сипягинское шоссе
- Сиреневая улица (посёлок ЛМС)
- Сиреневая улица (деревня Семенково)
- Солнечная улица (посёлок ЛМС)
- Солнечная улица (деревня Семенково)
- Соловьиная улица (посёлок ЛМС)
- Сосновая улица
- Старогромовское шоссе
- Старосвитинское шоссе
- Стольника Потёмкина, улица
- Таволга, улица
- Цветочная улица (посёлок ЛМС)
- Цветочная улица (деревня Семенково)
- Центральная улица (деревня Безобразово)
- Центральная улица (деревня Семенково)
- Щитовское шоссе
- Юдановская улица
- Южная улица
- Ясенский проезд (деревня Сахарово)
- Ясная улица (посёлок ЛМС)

#### поселение Киевский
- 1-й Дистанции Пути, улица
- Апрельская улица
- Багряная улица
- Бекасовская улица
- Весенняя улица (рабочий посёлок Киевский)
- Весенняя улица (деревня Шеломово)
- Дачная улица
- Железнодорожная улица
- Заводская улица
- Заречная улица
- Зелёная улица (рабочий посёлок Киевский)
- Июльская улица
- Июньская улица
- Киевская улица
- Киевское шоссе
- Кольцевая улица
- Лесная улица (рабочий посёлок Киевский)
- Лесная улица (деревня Шеломово)
- Липовая улица
- Луговая улица
- Мартовская улица
- Майская улица (рабочий посёлок Киевский)
- Майская улица (деревня Шеломово)
- Малиновая улица
- Мирная улица (рабочий посёлок Киевский)
- Мирная улица (деревня Шеломово)
- Молодёжная улица (рабочий посёлок Киевский)
- Молодёжная улица (деревня Шеломово)
- Морская улица
- Новая улица
- Озёрная улица
- Осенняя улица
- Очередь-2, улица
- Подмосковная улица
- Полевая улица
- Рабочая улица
- Раздольная улица
- Рождественская улица
- Садовая улица (рабочий посёлок Киевский)
- Садовая улица (деревня Шеломово)
- СНТ Нива, улица
- Собачкина Сторожка, улица
- Солнечная улица
- Столбовая улица
- Строительная улица
- Февральская улица
- Центральная улица (рабочий посёлок Киевский)
- Центральная улица (деревня Шеломово)
- Школьная улица
- Шкулёва, улица
- Январская улица

#### поселение Клёновское
- Варшавское шоссе
- Кооперативная улица
- Мичурина, улица
- Объездной дороги 1 км, улица
- Октябрьская улица
- Парковая улица
- Почтовая улица
- Рабочая улица
- Садовая улица
- Торговый тупик
- Центральная улица

#### поселение Краснопахорское
- Автомобильная дорога А-107
- 1-й Автопарк, улица (деревня Чириково)
- Азовская улица (село Красная Пахра)
- Бекетова, улица
- Береговая улица (деревня Варварино)
- Берёзовая улица (село Красная Пахра)
- Берёзовая улица (село Красное)
- Берёзовая улица (деревня Софьино)
- Ватутина, улица
- Вербная улица (село Красная Пахра)
- Весенняя улица
- Виноградный проезд
- Вишнёвая улица
- Восточная улица (село Красное)
- Горожанкина, улица
- Дальняя улица (село Красное)
- Дачная улица (деревня Поляны)
- Дачная улица (деревня Раево)
- Дачная улица (деревня Софьино)
- Димитрова, улица
- Дорожная улица
- Дружбы, улица
- Дубравная улица
- Заводская улица
- Западная улица
- Запрудная улица
- Заречная улица (село Былово)
- Заречная улица (село Красная Пахра)
- Заречная улица (посёлок подсобного хозяйства Минзаг)
- Заречная улица (деревня Софьино)
- Зелёная улица (деревня Красная Пахра)
- Зелёная улица (деревня Раево)
- Земляничная улица
- Калужское шоссе
- Каштановая улица (посёлок подсобного хозяйства Минзаг)
- Клёны, улица (село Былово)
- Ключевая улица (деревня Страдань)
- Красивая улица (деревня Раево)
- Лазурная улица
- Ленина, улица
- Лесная улица (деревня Колотилово)
- Лесная улица (деревня Чириково)
- 1-я Лесная улица (деревня Романцево)
- Лесной проезд (село Красное)
- Лиозновой, улица
- Луговая улица (деревня Красная Пахра)
- Луговая улица (деревня Софьино)
- Луговая улица (деревня Софьино)
- Луговая улица (деревня Страдань)
- Луговой переулок
- Маевского, улица
- Майская, улица (село Красная Пахра)
- Мира, улица
- 1-й проезд Мира
- 2-й проезд Мира
- 3-й проезд Мира
- Мичурина, улица
- Нагорная улица (деревня Варварино)
- Нагорная улица (село Красная Пахра)
- Нижняя улица (деревня Красная Пахра)
- Новая улица
- Озёрная улица (деревня Малыгино)
- Озёрная улица (деревня Раево)
- Озёрная улица (деревня Софьино)
- Октябрьская улица (село Красная Пахра)
- Октябрьская улица (посёлок Красное)
- Осенняя улица
- 1-й Павловский проезд
- Павловская улица
- Парковая улица (село Красное)
- Первомайская улица (посёлок Красное)
- Первомайская улица (деревня Страдань)
- Первомайский переулок
- Платановая улица
- Полевая улица (село Красная Пахра)
- Полевая улица (деревня Софьино)
- Полевая улица (деревня Страдань)
- Почтовая улица
- Прибрежная улица (село Былово)
- Приовражная улица
- Промышленная улица
- 2-й Радиальный проезд
- Радужная улица
- Речная улица
- Речная улица (село Былово)
- Речная улица (деревня Софьино)
- Родниковая улица (село Красная Пахра)
- Родниковая улица (деревня Софьино)
- Родниковая улица (деревня Страдань)
- Рябиновая улица (село Красная Пахра)
- Рябиновая улица (деревня Романцево)
- Рябиновая улица (деревня Страдань)
- Садовая улица (деревня Варварино)
- Садовая улица (село Красная Пахра)
- Садовая улица (село Красное)
- Садовый переулок
- 1-й Садовый проезд
- 2-й Садовый проезд
- 3-й Садовый проезд
- Светлая улица (посёлок подсобного хозяйства Минзаг)
- Светлая улица (деревня Юрово)
- Северная улица
- Северный проезд (деревня Красная Пахра)
- Сельская улица (деревня Красная Пахра)
- Сиреневая улица (деревня Страдань)
- Советская улица
- Солнечная улица (деревня Городок)
- Солнечная улица (село Красная Пахра)
- Солнечная улица (посёлок подсобного хозяйства Минзаг)
- Солнечная улица (деревня Софьино)
- Соловьиная улица (деревня Софьино)
- Соловьиная улица (село Красная Пахра)
- Сосновая улица (посёлок подсобного хозяйства Минзаг)
- Стародачная улица (посёлок подсобного хозяйства Минзаг)
- Строителей, улица (село Красное)
- Тенистая улица
- Тимирязева, улица
- Тихая улица (село Былово)
- Тихая улица (деревня Варварино)
- Тихая улица (деревня Раево)
- Фабричная улица
- Фабричный проезд
- 1-я Фиалковая улица
- 2-я Фиалковая улица
- 3-я Фиалковая улица
- 4-я Фиалковая улица
- 5-я Фиалковая улица
- 6-я Фиалковая улица
- Фабричный проезд (село Красная Пахра)
- Фрунзе, улица
- Цветочная улица
- Центральная улица (деревня Колотилово)
- Центральная улица (село Красная Пахра)
- Центральная улица (деревня Раево)
- Центральная улица (деревня Софьино)
- Центральная улица (деревня Страдань)
- Школа-интернат, улица (село Красное)
- Школьная улица
- Южная улица (деревня Раево)
- Юннатская улица
- Ягодная улица
- Ясная улица (село Красная Пахра)
- Ясная улица (деревня Софьино)

#### поселение Михайлово-Ярцевское
- Автомобильная дорога А-107
- Берёзовая улица
- Дачная улица
- Заречная улица
- Исаково-1, улица
- Исаково-2, улица
- Исаково-3, улица
- Кедровая улица
- Конаково-1, улица
- Конаково-2, улица
- Конаково-3, улица
- Медовая улица
- Огородный переулок
- Озёрная улица
- Полевая улица
- Полянка, улица
- Садовая улица
- Санаторная улица
- Секерино-2, улица
- Секерино-3, улица
- Сенькино-1, улица
- Сенькино-2, улица
- Сенькино-3, улица
- Сенькино-4, улица
- Терехово-2, улица
- Центральная улица
- Ярцевские Поляны-1, улица
- Ярцевские Поляны-2, улица
- Ярцевские Поляны-3, улица

#### поселение Новофёдоровское
- 1-й переулок
- Александровский проезд
- Берёзовая улица
- Бирюзовая улица
- Борисоглебская слобода, улица
- Боровская улица
- Вербная улица
- Верхняя улица
- Весенняя улица (деревня Рассудово)
- Видная улица
- Вишнёвая улица
- Водозаборный тупик
- Волжская улица
- Вольная улица
- Вышгородская улица
- Генерала Донскова, улица
- Городская улица
- Грушевая улица
- Дальняя улица
- Дачная улица
- Дачный переулок
- Десятинная улица
- Долгинская улица
- Дорожная улица
- Дружная улица
- Железнодорожная улица
- 1-й Железнодорожный переулок
- 2-й Железнодорожный переулок
- 3-й Железнодорожный переулок
- 5-й Железнодорожный переулок
- 6-й Железнодорожный переулок
- 7-й Железнодорожный переулок
- 8-й Железнодорожный переулок
- 9-й Железнодорожный переулок
- 10-й Железнодорожный переулок
- Журналистов, улица
- Загородная улица
- Задорная улица
- Западная улица
- Заречная улица (деревня Кузнецово)
- Заречная улица (посёлок Рассудово)
- Заречная улица (деревня Юрьево)
- 1-й Заречный переулок
- 2-й Заречный переулок
- 3-й Заречный переулок
- 1-й Заречный проезд
- 2-й Заречный проезд
- Заречный тупик
- Звёздная улица
- Зелёная улица (деревня Рассудово)
- Зелёная улица (деревня Руднево)
- Зелёный тупик (деревня Ожигово)
- Изумрудная улица
- Июньская улица
- Камышовая улица
- Кантемировская улица
- Киевский переулок
- 1-й Киевский переулок
- 2-й Киевский переулок
- 3-й Киевский переулок
- 4-й Киевский переулок
- 5-й Киевский переулок
- 6-й Киевский переулок (посёлок Рассудово)
- Киевское шоссе
- Кленовая улица
- Кольцевая улица
- Красная улица
- Кубинская улица
- Кузнечная улица
- Лесная улица (посёлок Капустинка)
- Лесная улица (деревня Кузнецово)
- Лесная улица (деревня Рассудово)
- Лесная улица (посёлок Рассудово)
- Лесничий проезд
- Летняя улица
- Липовая улица
- Лиственная улица
- Лодырка, улица
- Лосиный переулок
- Луговая улица (посёлок Рассудово)
- Луговая улица (деревня Руднево)
- Луговая улица (деревня Юрьево)
- Лучистая улица
- Майская улица
- Малая улица
- Малиновая улица
- Медвежья улица
- Мирная улица
- Мирская улица
- Молодецкая улица
- Московская улица (деревня Белоусово)
- Московская улица (деревня Зверево)
- Моховая улица
- Нагорная улица
- Надежды, улица (деревня Ожигово)
- Нескучная улица
- Нижняя улица
- Новая улица
- Огородная улица
- 2-я Огородная улица
- Ореховая улица
- Парковая улица
- Пахринская улица
- Перспективный проезд
- Песочная улица
- Плодородная улица
- Полевая улица
- Полянка, улица
- Привольная улица
- Пригожая улица
- Просторная улица
- Рабочая улица
- Радужная улица
- Раздольная улица
- Рассудовское Лесничество, улица
- Речная улица (деревня Яковлевское)
- Рубиновая улица
- Ручейная улица (деревня Белоусово)
- Ручейная улица (деревня Рассудово)
- Рябиновая улица (деревня Кузнецово)
- Рябиновая улица (деревня Рассудово)
- Садовый переулок
- Светлая улица
- Святая улица
- Севастопольская улица
- Северная улица
- Сиреневая улица (деревня Рассудово)
- Славянская улица
- Снежная улица
- Совхозная улица
- Солнечная улица (деревня Руднево)
- Солнечная улица (деревня Юрьево)
- Сосновая улица (деревня Кузнецово)
- Сосновая улица (посёлок Рассудово)
- Спасская улица
- Спокойная улица
- Столбовая улица (деревня Ожигово)
- Столбовая улица (деревня Юрьево)
- Строителей, улица
- Счастливая улица (деревня Ожигово)
- Таманская улица
- Тамбовский проезд
- Тенистая улица
- Теплая улица (деревня Ожигово)
- Тимуровская улица
- Торговая Площадь
- Тульский проезд
- Цветочная улица (деревня Белоусово)
- Цветочная улица (деревня Кузнецово)
- Центральная улица (деревня Пахорка)
- Центральная улица (посёлок Рассудово)
- Центральная улица (деревня Яковлевское)
- Широкая улица
- Школьная улица (деревня Пахорка)
- Школьная улица (деревня Рассудово)
- Энтузиастов, проезд
- Южная улица
- Ясеневская улица

#### поселение Первомайское
- Автомобильная дорога А-107
- Александра Печерского, улица
- Александровская улица
- Алексеевская улица
- Берёзовая аллея
- Берёзовая улица
- Богородская улица
- Ботаково, улица
- Бульварное Кольцо, улица
- Верхняя улица
- Веселая улица
- Весенняя улица (деревня Поповка)
- Весенняя улица (посёлок Птичное)
- Весенняя улица (деревня Пучково)
- Весенняя улица (деревня Фоминское)
- Вишнёвая улица
- Восточная аллея
- Восточная улица (посёлок Птичное)
- Восточная улица (посёлок Ремзавод)
- Восточная улица (деревня Фоминское)
- Восточный проезд
- Гренадеры, улица
- Дальняя улица
- Диета, улица
- Дорожная улица (деревня Клоково)
- Дорожная улица (деревня Поповка)
- Дорожная улица (деревня Рогозинино)
- Жасминовая улица
- Живописная улица
- ЖК Домострой, улица
- ЖСК Поляна, улица
- Западная улица
- Заповедная улица
- Заречная улица (посёлок Птичное)
- Заречная улица (деревня Фоминское)
- Зелёная улица (деревня Ботаково)
- Зелёная улица (деревня Горчаково)
- Зелёная улица (посёлок Птичное)
- Зелёная улица (деревня Рогозинино)
- Зелёный переулок (деревня Поповка)
- Зелёный переулок (деревня Фоминское)
- Ирбис, улица
- Кедровая улица
- Киевское шоссе
- Кленовая улица
- Кисковская улица
- Ключевая улица
- Комсомольская улица
- Лесная Аллея, улица
- Лесная улица (деревня Верховье)
- Лесная улица (деревня Каменка)
- Лесная улица (деревня Милюково)
- Лесная улица (деревня Настасьино)
- Лесная улица (деревня Поповка)
- Лесная улица (посёлок Птичное)
- Лесная улица (деревня Пучково)
- Лесная улица (деревня Рогозинино)
- Лесная улица (деревня Уварово)
- Лесная улица (деревня Фоминское)
- Лесной переулок
- Летняя улица
- Липовая улица
- Луговая улица (деревня Милюково)
- Луговая улица (деревня Настасьино)
- Луговая улица (деревня Рогозинино)
- Луговая улица (деревня Фоминское)
- Майская улица
- Малая аллея
- Малая улица
- Малиновый Звон, улица
- Михайловская улица
- Мичурина, улица
- Молодёжная улица
- Монастырская улица
- Морская улица
- Московская улица
- Нагорная улица
- Нежность, улица
- Новая улица (деревня Бараново)
- Новая улица (деревня Каменка)
- Новая улица (деревня Пучково)
- Новая улица (деревня Рогозинино)
- Новопеределкинская улица
- Новый переулок
- Овражная улица
- Одоминовская улица
- Оздоровительный лагерь Светлый, улица
- Озёрная улица (деревня Настасьино)
- Озёрная улица (деревня Фоминское)
- Озёрная улица (деревня Ширяево)
- Октябрьская улица
- Ольховая улица
- Осенняя улица
- Пансионат Дружба, улица
- Пансионат Дубрава, улица
- Парковая улица (деревня Каменка)
- Парковая улица (посёлок Первомайское)
- Парковая улица (деревня Поповка)
- Парковая улица (деревня Фоминское)
- 1-й Парковый проезд
- 2-й Парковый проезд
- 3-й Парковый проезд
- 4-й Парковый проезд
- Первомайская улица (деревня Уварово)
- Победы, улица
- Подмосковная улица
- Подмосковье, улица
- Полевая улица (посёлок Первомайское)
- Полевая улица (деревня Поповка)
- Полевая улица (деревня Пучково)
- Полевая улица (деревня Фоминское)
- Полянка, улица
- Поперечная улица (посёлок Птичное)
- Прибрежная улица
- Прудовая улица (посёлок Птичное)
- Птичная улица
- Рабочая улица
- Радужная улица (деревня Милюково)
- Радужная улица (деревня Пучково)
- Ракитная улица
- Речная улица
- Родниковая улица (деревня Милюково)
- Рождественская улица
- Рождественский тупик
- Русское Поле, улица
- Рябиновая улица (деревня Верховье)
- Рябиновая улица (деревня Фоминское)
- Садовая улица (деревня Ивановское)
- Садовая улица (деревня Настасьино)
- Садовая улица (деревня Поповка)
- Санаторная улица
- Светлая улица (деревня Горчаково)
- Светлая улица (деревня Пучково)
- Светлая Поляна, улица
- Северная улица
- Сиреневая улица (деревня Настасьино)
- Сиреневая улица (деревня Поповка)
- Сиреневая улица (посёлок Птичное)
- Сиреневая улица (деревня Пучково)
- Сиреневая улица (деревня Фоминское)
- Сказочная улица
- Снежная улица
- СНТ Полюшко, улица
- СНТ Садовод, улица
- Совхозная улица (деревня Елизарово)
- Совхозная улица (деревня Жуковка)
- Солнечная аллея
- Солнечная улица (деревня Горчаково)
- Солнечная улица (деревня Каменка)
- Солнечная улица (деревня Милюково)
- Солнечная улица (посёлок Птичное)
- Солнечная улица (деревня Фоминское)
- Солнечная улица (деревня Ширяево)
- Солнечный переулок
- 1-й Солнечный переулок
- 2-й Солнечный переулок
- Соловьиная улица (деревня Елизарово)
- Соловьиная улица (деревня Рогозинино)
- Соловьиная улица (деревня Фоминское)
- Сосновая улица
- Средняя аллея
- Староникольская улица
- Строителей, улица
- Тенистая улица
- Теннисная улица
- Технический проезд
- Троицкая улица (деревня Пучково)
- Троицкая улица (деревня Ширяево)
- Троицкий проезд
- ТСЖ ОФЭК, улица
- Уральская улица
- Фианит, улица
- 1-й Флотский переулок
- 1-я Фоминская улица
- 2-я Фоминская улица
- Цветочная улица (деревня Милюково)
- Цветочная улица (посёлок Птичное)
- Цветочная улица (деревня Фоминское)
- Цветочный переулок
- 1-й Цветочный переулок
- 2-й Цветочный переулок
- 3-й Цветочный переулок
- 4-й Цветочный переулок
- Центральная аллея
- Центральная улица (посёлок Первомайское)
- Центральная улица (деревня Поповка)
- Центральная улица (посёлок Птичное)
- Центральная усадьба, улица
- Черёмушкинская улица
- Чистопрудная улица
- Чистые Ключи, улица
- Широкая улица
- Школьная улица
- Юго-Восточная улица
- Южная улица (посёлок Птичное)
- Южная улица (деревня Пучково)
- Южная улица (деревня Фоминское)
- Январская улица
- Ясеневая улица

#### поселение Роговское
- Заречная улица
- Зелёная улица
- Калужское шоссе
- Лесная улица (деревня Богородское)
- Лесная улица (деревня Каменка)
- Луговая улица
- Парковая улица
- Полевая улица
- Солнечная улица
- Спасская улица
- Центральная улица
- Школьная улица
- Юбилейная улица

#### поселение (городской округ) Троицк
- Академика Верещагина, площадь
- Академика Черенкова, улица
- Академическая площадь
- Академическая улица
- Улица Александровы Пруды
- Андреевская улица
- Берёзовая улица
- Богородская улица
- 1-й Богородский переулок
- 2-й Богородский переулок
- 3-й Богородский переулок
- 4-й Богородский переулок
- Большая Октябрьская улица
- Весенняя улица
- 2-я Вишнёвая улица
- 3-я Вишнёвая улица
- 4-я Вишнёвая улица
- 5-я Вишнёвая улица
- 6-я Вишнёвая улица
- 7-я Вишнёвая улица
- 8-я Вишнёвая улица
- Высотная улица
- Горка, улица
- Городская улица
- Дальняя улица
- Дачная улица
- Дошкольная улица
- Дружбы, улица
- Еловая улица
- Бориса Житкова, улица
- Западная улица
- Заречная улица
- 1-й Заречный переулок
- 2-й Заречный переулок
- 3-й Заречный переулок
- 4-й Заречный переулок
- Звёздная улица
- Зелёная улица
- Изумрудная улица
- 1-я Изумрудная улица
- 2-я Изумрудная улица
- Индустриальная улица
- Институтская улица
- Июльская улица
- Калужское шоссе
- Капитанская улица
- 1-я Катерная улица
- 2-я Катерная улица
- Кленовый переулок
- 3-й Кленовый переулок
- 4-й Кленовый переулок
- 6-й Кленовый переулок
- Комсомольская улица
- Комсомольский переулок
- Комсомольский проезд
- Лагерная улица
- Лагерный переулок
- 2-я Лазурная улица
- 3-я Лазурная улица
- Лесная улица
- Лесхозная улица
- Летохова Профессора улица
- Мирная улица
- 1-я Мичуринская улица
- 2-я Мичуринская улица
- Молодёжная улица
- Набережная улица
- Нагорная улица
- Научная улица
- 1-я Научная улица
- 2-я Научная улица
- 3-я Научная улица
- Нижняя улица
- Новая улица
- Ново-Западная улица
- Новостройка, улица
- Октябрьский проспект
- Парковая улица
- Парковый переулок
- Первомайская улица
- Песчаная улица
- Пионерская улица
- 1-я Пионерская улица
- 2-я Пионерская, улица
- 3-я Пионерская улица
- Пионерский проезд
- Пляжная улица
- Подмосковные вечера, улица
- Полковника милиции Курочкина, улица
- Прибрежная улица
- Промышленная улица
- Просека, улица
- Пушковых, улица
- Рабочая улица
- Радужная улица
- Рассветная улица
- Речная улица
- Рождественская улица
- Рождественский переулок
- 1-я Рыбацкая улица
- 2-я Рыбацкая улица
- 3-я Рыбацкая улица
- 4-я Рыбацкая улица
- Рыбацкий переулок
- Садовая улица
- 1-й Самоцветный переулок
- 2-й Самоцветный переулок
- 3-й Самоцветный переулок
- 4-й Самоцветный переулок
- 5-й Самоцветный переулок
- 6-й Самоцветный переулок
- 7-й Самоцветный переулок
- 8-й Самоцветный переулок
- Светлая улица
- Северная улица
- Сиреневый бульвар
- Георгия Скребицкого, улица
- Николая Сладкова, улица
- Солнечная улица
- Сосновая улица
- Софийская улица
- Спортивная улица
- Текстильщиков, улица
- Теннисная улица
- 1-й Терновый переулок
- Тихая улица
- Троицкий бульвар
- Тупик, улица
- Учительский переулок
- Фабричная площадь
- Физическая улица
- Фруктовая улица
- Цветочная улица
- Центральная улица
- Школьная улица
- Юбилейная улица
- Южная улица
- Ягодная улица

#### поселение Щаповское
- Автомобильная дорога А-107
- Анны Воиновой, улица
- Варшавское шоссе
- Евгения Родионова, улица
- Двинская улица
- 1-й Двинский переулок
- 2-й Двинский переулок
- 3-й Двинский переулок
- 4-й Двинский переулок
- Дунайская улица
- 1-й Дунайский переулок
- 2-й Дунайский переулок
- 3-й Дунайский переулок
- 4-й Дунайский переулок
- Заречная улица
- Колобенка, улица
- Лесная улица (посёлок Курилово)
- Лесная улица (посёлок Щапово)
- Луговая улица (деревня Троицкое)
- Михаила Кондакова, улица
- Озёрная улица
- Прудная улица
- Речная улица (деревня Троицкое)
- Родниковая улица (село Ознобишино)
- Русинская Роща, улица
- Садовый Квартал, улица
- Сатинская аллея
- Северная улица
- Сиреневая улица (село Ознобишино)
- Сосновая улица
- Суворова, улица
- Урожайная улица
- Центральная улица
- Школьная улица
- Южная улица